# Carly Smithson
Carly Smithson, née le 12 septembre 1983 à Dublin, en Irlande, est une chanteuse irlandaise, issue de la septième saison du télécrochet American Idol. Elle est la chanteuse du groupe We Are the Fallen.

## Prestations lors d'American Idol
| Semaine #         | Semaine #         | Semaine #         | Semaine #         | Semaine #         | Semaine #         | Semaine #         | Semaine #         | Semaine #         | Semaine #         | Semaine #         | Semaine #         | Semaine #         | Semaine #         | Semaine #         | Semaine #         | Semaine #         | Semaine #         | Semaine #         | Semaine #         | Semaine #         | Semaine #         | Semaine #         | Semaine #         | Semaine #         | Semaine #         | Semaine #         | Semaine #         | Semaine #         | Semaine #         | Semaine #         | Semaine #         | Semaine #         | Semaine #         | Semaine #         | Semaine #         | Semaine #         | Semaine #         | Semaine #         | Semaine #         | Semaine #         | Semaine #         | Semaine #         | Semaine #         | Semaine #         | Semaine #         | Semaine #         | Semaine #         | Semaine #         | Semaine #         | Semaine #         | Semaine #         | Semaine #         | Semaine #         | Semaine #         | Semaine #         | Semaine #         | Semaine #         | Semaine #         | Semaine #         | Semaine #         | Semaine #         | Semaine #         | Semaine #         | Semaine #         | Semaine #         | Semaine #         | Semaine #         | Semaine #         | Semaine #         | Semaine #         | Semaine #         | Semaine #         | Semaine #         | Semaine #         | Semaine #         | Semaine #         | Semaine #         | Semaine #         | Semaine #         | Semaine #         | Semaine #         | Semaine #         | Semaine #         | Semaine #         | Semaine #         | Semaine #         | Semaine #         | Semaine #         | Semaine #         | Semaine #         | Semaine #         | Semaine #         | Semaine #         | Semaine #         | Semaine #         | Semaine #         | Semaine #         | Semaine #         | Semaine #         | Thème               | Thème               | Thème               | Thème               | Thème               | Thème               | Thème               | Thème               | Thème               | Thème               | Thème               | Thème               | Thème               | Thème               | Thème               | Thème               | Thème               | Thème               | Thème               | Thème               | Thème               | Thème               | Thème               | Thème               | Thème               | Thème               | Thème               | Thème               | Thème               | Thème               | Thème               | Thème               | Thème               | Thème               | Thème               | Thème               | Thème               | Thème               | Thème               | Thème               | Thème               | Thème               | Thème               | Thème               | Thème               | Thème               | Thème               | Thème               | Thème               | Thème               | Thème               | Thème               | Thème               | Thème               | Thème               | Thème               | Thème               | Thème               | Thème               | Thème               | Thème               | Thème               | Thème               | Thème               | Thème               | Thème               | Thème               | Thème               | Thème               | Thème               | Thème               | Thème               | Thème               | Thème               | Thème               | Thème               | Thème               | Thème               | Thème               | Thème               | Thème               | Thème               | Thème               | Thème               | Thème               | Thème               | Thème               | Thème               | Thème               | Thème               | Thème               | Thème               | Thème               | Thème               | Thème               | Thème               | Thème               | Thème               | Thème               | Thème               | Chanson                      | Chanson                      | Chanson                      | Chanson                      | Chanson                      | Chanson                      | Chanson                      | Chanson                      | Chanson                      | Chanson                      | Chanson                      | Chanson                      | Chanson                      | Chanson                      | Chanson                      | Chanson                      | Chanson                      | Chanson                      | Chanson                      | Chanson                      | Chanson                      | Chanson                      | Chanson                      | Chanson                      | Chanson                      | Chanson                      | Chanson                      | Chanson                      | Chanson                      | Chanson                      | Chanson                      | Chanson                      | Chanson                      | Chanson                      | Chanson                      | Chanson                      | Chanson                      | Chanson                      | Chanson                      | Chanson                      | Chanson                      | Chanson                      | Chanson                      | Chanson                      | Chanson                      | Chanson                      | Chanson                      | Chanson                      | Chanson                      | Chanson                      | Chanson                      | Chanson                      | Chanson                      | Chanson                      | Chanson                      | Chanson                      | Chanson                      | Chanson                      | Chanson                      | Chanson                      | Chanson                      | Chanson                      | Chanson                      | Chanson                      | Chanson                      | Chanson                      | Chanson                      | Chanson                      | Chanson                      | Chanson                      | Chanson                      | Chanson                      | Chanson                      | Chanson                      | Chanson                      | Chanson                      | Chanson                      | Chanson                      | Chanson                      | Chanson                      | Chanson                      | Chanson                      | Chanson                      | Chanson                      | Chanson                      | Chanson                      | Chanson                      | Chanson                      | Chanson                      | Chanson                      | Chanson                      | Chanson                      | Chanson                      | Chanson                      | Chanson                      | Chanson                      | Chanson                      | Chanson                      | Chanson                      | Chanson                      | Artiste                | Artiste                | Artiste                | Artiste                | Artiste                | Artiste                | Artiste                | Artiste                | Artiste                | Artiste                | Artiste                | Artiste                | Artiste                | Artiste                | Artiste                | Artiste                | Artiste                | Artiste                | Artiste                | Artiste                | Artiste                | Artiste                | Artiste                | Artiste                | Artiste                | Artiste                | Artiste                | Artiste                | Artiste                | Artiste                | Artiste                | Artiste                | Artiste                | Artiste                | Artiste                | Artiste                | Artiste                | Artiste                | Artiste                | Artiste                | Artiste                | Artiste                | Artiste                | Artiste                | Artiste                | Artiste                | Artiste                | Artiste                | Artiste                | Artiste                | Artiste                | Artiste                | Artiste                | Artiste                | Artiste                | Artiste                | Artiste                | Artiste                | Artiste                | Artiste                | Artiste                | Artiste                | Artiste                | Artiste                | Artiste                | Artiste                | Artiste                | Artiste                | Artiste                | Artiste                | Artiste                | Artiste                | Artiste                | Artiste                | Artiste                | Artiste                | Artiste                | Artiste                | Artiste                | Artiste                | Artiste                | Artiste                | Artiste                | Artiste                | Artiste                | Artiste                | Artiste                | Artiste                | Artiste                | Artiste                | Artiste                | Artiste                | Artiste                | Artiste                | Artiste                | Artiste                | Artiste                | Artiste                | Artiste                | Artiste                | Ordre # | Ordre # | Ordre # | Ordre # | Ordre # | Ordre # | Ordre # | Ordre # | Ordre # | Ordre # | Ordre # | Ordre # | Ordre # | Ordre # | Ordre # | Ordre # | Ordre # | Ordre # | Ordre # | Ordre # | Ordre # | Ordre # | Ordre # | Ordre # | Ordre # | Ordre # | Ordre # | Ordre # | Ordre # | Ordre # | Ordre # | Ordre # | Ordre # | Ordre # | Ordre # | Ordre # | Ordre # | Ordre # | Ordre # | Ordre # | Ordre # | Ordre # | Ordre # | Ordre # | Ordre # | Ordre # | Ordre # | Ordre # | Ordre # | Ordre # | Ordre # | Ordre # | Ordre # | Ordre # | Ordre # | Ordre # | Ordre # | Ordre # | Ordre # | Ordre # | Ordre # | Ordre # | Ordre # | Ordre # | Ordre # | Ordre # | Ordre # | Ordre # | Ordre # | Ordre # | Ordre # | Ordre # | Ordre # | Ordre # | Ordre # | Ordre # | Ordre # | Ordre # | Ordre # | Ordre # | Ordre # | Ordre # | Ordre # | Ordre # | Ordre # | Ordre # | Ordre # | Ordre # | Ordre # | Ordre # | Ordre # | Ordre # | Ordre # | Ordre # | Ordre # | Ordre # | Ordre # | Ordre # | Ordre # | Ordre # | Résultat   | Résultat   | Résultat   | Résultat   | Résultat   | Résultat   | Résultat   | Résultat   | Résultat   | Résultat   | Résultat   | Résultat   | Résultat   | Résultat   | Résultat   | Résultat   | Résultat   | Résultat   | Résultat   | Résultat   | Résultat   | Résultat   | Résultat   | Résultat   | Résultat   | Résultat   | Résultat   | Résultat   | Résultat   | Résultat   | Résultat   | Résultat   | Résultat   | Résultat   | Résultat   | Résultat   | Résultat   | Résultat   | Résultat   | Résultat   | Résultat   | Résultat   | Résultat   | Résultat   | Résultat   | Résultat   | Résultat   | Résultat   | Résultat   | Résultat   | Résultat   | Résultat   | Résultat   | Résultat   | Résultat   | Résultat   | Résultat   | Résultat   | Résultat   | Résultat   | Résultat   | Résultat   | Résultat   | Résultat   | Résultat   | Résultat   | Résultat   | Résultat   | Résultat   | Résultat   | Résultat   | Résultat   | Résultat   | Résultat   | Résultat   | Résultat   | Résultat   | Résultat   | Résultat   | Résultat   | Résultat   | Résultat   | Résultat   | Résultat   | Résultat   | Résultat   | Résultat   | Résultat   | Résultat   | Résultat   | Résultat   | Résultat   | Résultat   | Résultat   | Résultat   | Résultat   | Résultat   | Résultat   | Résultat   | Résultat   |
| Audition          | Audition          | Audition          | Audition          | Audition          | Audition          | Audition          | Audition          | Audition          | Audition          | Audition          | Audition          | Audition          | Audition          | Audition          | Audition          | Audition          | Audition          | Audition          | Audition          | Audition          | Audition          | Audition          | Audition          | Audition          | Audition          | Audition          | Audition          | Audition          | Audition          | Audition          | Audition          | Audition          | Audition          | Audition          | Audition          | Audition          | Audition          | Audition          | Audition          | Audition          | Audition          | Audition          | Audition          | Audition          | Audition          | Audition          | Audition          | Audition          | Audition          | Audition          | Audition          | Audition          | Audition          | Audition          | Audition          | Audition          | Audition          | Audition          | Audition          | Audition          | Audition          | Audition          | Audition          | Audition          | Audition          | Audition          | Audition          | Audition          | Audition          | Audition          | Audition          | Audition          | Audition          | Audition          | Audition          | Audition          | Audition          | Audition          | Audition          | Audition          | Audition          | Audition          | Audition          | Audition          | Audition          | Audition          | Audition          | Audition          | Audition          | Audition          | Audition          | Audition          | Audition          | Audition          | Audition          | Audition          | Audition          | Audition          | Audition          | N/A                 | N/A                 | N/A                 | N/A                 | N/A                 | N/A                 | N/A                 | N/A                 | N/A                 | N/A                 | N/A                 | N/A                 | N/A                 | N/A                 | N/A                 | N/A                 | N/A                 | N/A                 | N/A                 | N/A                 | N/A                 | N/A                 | N/A                 | N/A                 | N/A                 | N/A                 | N/A                 | N/A                 | N/A                 | N/A                 | N/A                 | N/A                 | N/A                 | N/A                 | N/A                 | N/A                 | N/A                 | N/A                 | N/A                 | N/A                 | N/A                 | N/A                 | N/A                 | N/A                 | N/A                 | N/A                 | N/A                 | N/A                 | N/A                 | N/A                 | N/A                 | N/A                 | N/A                 | N/A                 | N/A                 | N/A                 | N/A                 | N/A                 | N/A                 | N/A                 | N/A                 | N/A                 | N/A                 | N/A                 | N/A                 | N/A                 | N/A                 | N/A                 | N/A                 | N/A                 | N/A                 | N/A                 | N/A                 | N/A                 | N/A                 | N/A                 | N/A                 | N/A                 | N/A                 | N/A                 | N/A                 | N/A                 | N/A                 | N/A                 | N/A                 | N/A                 | N/A                 | N/A                 | N/A                 | N/A                 | N/A                 | N/A                 | N/A                 | N/A                 | N/A                 | N/A                 | N/A                 | N/A                 | N/A                 | N/A                 | "I'm Every Woman"            | "I'm Every Woman"            | "I'm Every Woman"            | "I'm Every Woman"            | "I'm Every Woman"            | "I'm Every Woman"            | "I'm Every Woman"            | "I'm Every Woman"            | "I'm Every Woman"            | "I'm Every Woman"            | "I'm Every Woman"            | "I'm Every Woman"            | "I'm Every Woman"            | "I'm Every Woman"            | "I'm Every Woman"            | "I'm Every Woman"            | "I'm Every Woman"            | "I'm Every Woman"            | "I'm Every Woman"            | "I'm Every Woman"            | "I'm Every Woman"            | "I'm Every Woman"            | "I'm Every Woman"            | "I'm Every Woman"            | "I'm Every Woman"            | "I'm Every Woman"            | "I'm Every Woman"            | "I'm Every Woman"            | "I'm Every Woman"            | "I'm Every Woman"            | "I'm Every Woman"            | "I'm Every Woman"            | "I'm Every Woman"            | "I'm Every Woman"            | "I'm Every Woman"            | "I'm Every Woman"            | "I'm Every Woman"            | "I'm Every Woman"            | "I'm Every Woman"            | "I'm Every Woman"            | "I'm Every Woman"            | "I'm Every Woman"            | "I'm Every Woman"            | "I'm Every Woman"            | "I'm Every Woman"            | "I'm Every Woman"            | "I'm Every Woman"            | "I'm Every Woman"            | "I'm Every Woman"            | "I'm Every Woman"            | "I'm Every Woman"            | "I'm Every Woman"            | "I'm Every Woman"            | "I'm Every Woman"            | "I'm Every Woman"            | "I'm Every Woman"            | "I'm Every Woman"            | "I'm Every Woman"            | "I'm Every Woman"            | "I'm Every Woman"            | "I'm Every Woman"            | "I'm Every Woman"            | "I'm Every Woman"            | "I'm Every Woman"            | "I'm Every Woman"            | "I'm Every Woman"            | "I'm Every Woman"            | "I'm Every Woman"            | "I'm Every Woman"            | "I'm Every Woman"            | "I'm Every Woman"            | "I'm Every Woman"            | "I'm Every Woman"            | "I'm Every Woman"            | "I'm Every Woman"            | "I'm Every Woman"            | "I'm Every Woman"            | "I'm Every Woman"            | "I'm Every Woman"            | "I'm Every Woman"            | "I'm Every Woman"            | "I'm Every Woman"            | "I'm Every Woman"            | "I'm Every Woman"            | "I'm Every Woman"            | "I'm Every Woman"            | "I'm Every Woman"            | "I'm Every Woman"            | "I'm Every Woman"            | "I'm Every Woman"            | "I'm Every Woman"            | "I'm Every Woman"            | "I'm Every Woman"            | "I'm Every Woman"            | "I'm Every Woman"            | "I'm Every Woman"            | "I'm Every Woman"            | "I'm Every Woman"            | "I'm Every Woman"            | "I'm Every Woman"            | Chaka Khan             | Chaka Khan             | Chaka Khan             | Chaka Khan             | Chaka Khan             | Chaka Khan             | Chaka Khan             | Chaka Khan             | Chaka Khan             | Chaka Khan             | Chaka Khan             | Chaka Khan             | Chaka Khan             | Chaka Khan             | Chaka Khan             | Chaka Khan             | Chaka Khan             | Chaka Khan             | Chaka Khan             | Chaka Khan             | Chaka Khan             | Chaka Khan             | Chaka Khan             | Chaka Khan             | Chaka Khan             | Chaka Khan             | Chaka Khan             | Chaka Khan             | Chaka Khan             | Chaka Khan             | Chaka Khan             | Chaka Khan             | Chaka Khan             | Chaka Khan             | Chaka Khan             | Chaka Khan             | Chaka Khan             | Chaka Khan             | Chaka Khan             | Chaka Khan             | Chaka Khan             | Chaka Khan             | Chaka Khan             | Chaka Khan             | Chaka Khan             | Chaka Khan             | Chaka Khan             | Chaka Khan             | Chaka Khan             | Chaka Khan             | Chaka Khan             | Chaka Khan             | Chaka Khan             | Chaka Khan             | Chaka Khan             | Chaka Khan             | Chaka Khan             | Chaka Khan             | Chaka Khan             | Chaka Khan             | Chaka Khan             | Chaka Khan             | Chaka Khan             | Chaka Khan             | Chaka Khan             | Chaka Khan             | Chaka Khan             | Chaka Khan             | Chaka Khan             | Chaka Khan             | Chaka Khan             | Chaka Khan             | Chaka Khan             | Chaka Khan             | Chaka Khan             | Chaka Khan             | Chaka Khan             | Chaka Khan             | Chaka Khan             | Chaka Khan             | Chaka Khan             | Chaka Khan             | Chaka Khan             | Chaka Khan             | Chaka Khan             | Chaka Khan             | Chaka Khan             | Chaka Khan             | Chaka Khan             | Chaka Khan             | Chaka Khan             | Chaka Khan             | Chaka Khan             | Chaka Khan             | Chaka Khan             | Chaka Khan             | Chaka Khan             | Chaka Khan             | Chaka Khan             | Chaka Khan             | N/A     | N/A     | N/A     | N/A     | N/A     | N/A     | N/A     | N/A     | N/A     | N/A     | N/A     | N/A     | N/A     | N/A     | N/A     | N/A     | N/A     | N/A     | N/A     | N/A     | N/A     | N/A     | N/A     | N/A     | N/A     | N/A     | N/A     | N/A     | N/A     | N/A     | N/A     | N/A     | N/A     | N/A     | N/A     | N/A     | N/A     | N/A     | N/A     | N/A     | N/A     | N/A     | N/A     | N/A     | N/A     | N/A     | N/A     | N/A     | N/A     | N/A     | N/A     | N/A     | N/A     | N/A     | N/A     | N/A     | N/A     | N/A     | N/A     | N/A     | N/A     | N/A     | N/A     | N/A     | N/A     | N/A     | N/A     | N/A     | N/A     | N/A     | N/A     | N/A     | N/A     | N/A     | N/A     | N/A     | N/A     | N/A     | N/A     | N/A     | N/A     | N/A     | N/A     | N/A     | N/A     | N/A     | N/A     | N/A     | N/A     | N/A     | N/A     | N/A     | N/A     | N/A     | N/A     | N/A     | N/A     | N/A     | N/A     | N/A     | Advanced   | Advanced   | Advanced   | Advanced   | Advanced   | Advanced   | Advanced   | Advanced   | Advanced   | Advanced   | Advanced   | Advanced   | Advanced   | Advanced   | Advanced   | Advanced   | Advanced   | Advanced   | Advanced   | Advanced   | Advanced   | Advanced   | Advanced   | Advanced   | Advanced   | Advanced   | Advanced   | Advanced   | Advanced   | Advanced   | Advanced   | Advanced   | Advanced   | Advanced   | Advanced   | Advanced   | Advanced   | Advanced   | Advanced   | Advanced   | Advanced   | Advanced   | Advanced   | Advanced   | Advanced   | Advanced   | Advanced   | Advanced   | Advanced   | Advanced   | Advanced   | Advanced   | Advanced   | Advanced   | Advanced   | Advanced   | Advanced   | Advanced   | Advanced   | Advanced   | Advanced   | Advanced   | Advanced   | Advanced   | Advanced   | Advanced   | Advanced   | Advanced   | Advanced   | Advanced   | Advanced   | Advanced   | Advanced   | Advanced   | Advanced   | Advanced   | Advanced   | Advanced   | Advanced   | Advanced   | Advanced   | Advanced   | Advanced   | Advanced   | Advanced   | Advanced   | Advanced   | Advanced   | Advanced   | Advanced   | Advanced   | Advanced   | Advanced   | Advanced   | Advanced   | Advanced   | Advanced   | Advanced   | Advanced   | Advanced   |
| Hollywood         | Hollywood         | Hollywood         | Hollywood         | Hollywood         | Hollywood         | Hollywood         | Hollywood         | Hollywood         | Hollywood         | Hollywood         | Hollywood         | Hollywood         | Hollywood         | Hollywood         | Hollywood         | Hollywood         | Hollywood         | Hollywood         | Hollywood         | Hollywood         | Hollywood         | Hollywood         | Hollywood         | Hollywood         | Hollywood         | Hollywood         | Hollywood         | Hollywood         | Hollywood         | Hollywood         | Hollywood         | Hollywood         | Hollywood         | Hollywood         | Hollywood         | Hollywood         | Hollywood         | Hollywood         | Hollywood         | Hollywood         | Hollywood         | Hollywood         | Hollywood         | Hollywood         | Hollywood         | Hollywood         | Hollywood         | Hollywood         | Hollywood         | Hollywood         | Hollywood         | Hollywood         | Hollywood         | Hollywood         | Hollywood         | Hollywood         | Hollywood         | Hollywood         | Hollywood         | Hollywood         | Hollywood         | Hollywood         | Hollywood         | Hollywood         | Hollywood         | Hollywood         | Hollywood         | Hollywood         | Hollywood         | Hollywood         | Hollywood         | Hollywood         | Hollywood         | Hollywood         | Hollywood         | Hollywood         | Hollywood         | Hollywood         | Hollywood         | Hollywood         | Hollywood         | Hollywood         | Hollywood         | Hollywood         | Hollywood         | Hollywood         | Hollywood         | Hollywood         | Hollywood         | Hollywood         | Hollywood         | Hollywood         | Hollywood         | Hollywood         | Hollywood         | Hollywood         | Hollywood         | Hollywood         | Hollywood         | N/A                 | N/A                 | N/A                 | N/A                 | N/A                 | N/A                 | N/A                 | N/A                 | N/A                 | N/A                 | N/A                 | N/A                 | N/A                 | N/A                 | N/A                 | N/A                 | N/A                 | N/A                 | N/A                 | N/A                 | N/A                 | N/A                 | N/A                 | N/A                 | N/A                 | N/A                 | N/A                 | N/A                 | N/A                 | N/A                 | N/A                 | N/A                 | N/A                 | N/A                 | N/A                 | N/A                 | N/A                 | N/A                 | N/A                 | N/A                 | N/A                 | N/A                 | N/A                 | N/A                 | N/A                 | N/A                 | N/A                 | N/A                 | N/A                 | N/A                 | N/A                 | N/A                 | N/A                 | N/A                 | N/A                 | N/A                 | N/A                 | N/A                 | N/A                 | N/A                 | N/A                 | N/A                 | N/A                 | N/A                 | N/A                 | N/A                 | N/A                 | N/A                 | N/A                 | N/A                 | N/A                 | N/A                 | N/A                 | N/A                 | N/A                 | N/A                 | N/A                 | N/A                 | N/A                 | N/A                 | N/A                 | N/A                 | N/A                 | N/A                 | N/A                 | N/A                 | N/A                 | N/A                 | N/A                 | N/A                 | N/A                 | N/A                 | N/A                 | N/A                 | N/A                 | N/A                 | N/A                 | N/A                 | N/A                 | N/A                 | "When I Need You"            | "When I Need You"            | "When I Need You"            | "When I Need You"            | "When I Need You"            | "When I Need You"            | "When I Need You"            | "When I Need You"            | "When I Need You"            | "When I Need You"            | "When I Need You"            | "When I Need You"            | "When I Need You"            | "When I Need You"            | "When I Need You"            | "When I Need You"            | "When I Need You"            | "When I Need You"            | "When I Need You"            | "When I Need You"            | "When I Need You"            | "When I Need You"            | "When I Need You"            | "When I Need You"            | "When I Need You"            | "When I Need You"            | "When I Need You"            | "When I Need You"            | "When I Need You"            | "When I Need You"            | "When I Need You"            | "When I Need You"            | "When I Need You"            | "When I Need You"            | "When I Need You"            | "When I Need You"            | "When I Need You"            | "When I Need You"            | "When I Need You"            | "When I Need You"            | "When I Need You"            | "When I Need You"            | "When I Need You"            | "When I Need You"            | "When I Need You"            | "When I Need You"            | "When I Need You"            | "When I Need You"            | "When I Need You"            | "When I Need You"            | "When I Need You"            | "When I Need You"            | "When I Need You"            | "When I Need You"            | "When I Need You"            | "When I Need You"            | "When I Need You"            | "When I Need You"            | "When I Need You"            | "When I Need You"            | "When I Need You"            | "When I Need You"            | "When I Need You"            | "When I Need You"            | "When I Need You"            | "When I Need You"            | "When I Need You"            | "When I Need You"            | "When I Need You"            | "When I Need You"            | "When I Need You"            | "When I Need You"            | "When I Need You"            | "When I Need You"            | "When I Need You"            | "When I Need You"            | "When I Need You"            | "When I Need You"            | "When I Need You"            | "When I Need You"            | "When I Need You"            | "When I Need You"            | "When I Need You"            | "When I Need You"            | "When I Need You"            | "When I Need You"            | "When I Need You"            | "When I Need You"            | "When I Need You"            | "When I Need You"            | "When I Need You"            | "When I Need You"            | "When I Need You"            | "When I Need You"            | "When I Need You"            | "When I Need You"            | "When I Need You"            | "When I Need You"            | "When I Need You"            | "When I Need You"            | Leo Sayer              | Leo Sayer              | Leo Sayer              | Leo Sayer              | Leo Sayer              | Leo Sayer              | Leo Sayer              | Leo Sayer              | Leo Sayer              | Leo Sayer              | Leo Sayer              | Leo Sayer              | Leo Sayer              | Leo Sayer              | Leo Sayer              | Leo Sayer              | Leo Sayer              | Leo Sayer              | Leo Sayer              | Leo Sayer              | Leo Sayer              | Leo Sayer              | Leo Sayer              | Leo Sayer              | Leo Sayer              | Leo Sayer              | Leo Sayer              | Leo Sayer              | Leo Sayer              | Leo Sayer              | Leo Sayer              | Leo Sayer              | Leo Sayer              | Leo Sayer              | Leo Sayer              | Leo Sayer              | Leo Sayer              | Leo Sayer              | Leo Sayer              | Leo Sayer              | Leo Sayer              | Leo Sayer              | Leo Sayer              | Leo Sayer              | Leo Sayer              | Leo Sayer              | Leo Sayer              | Leo Sayer              | Leo Sayer              | Leo Sayer              | Leo Sayer              | Leo Sayer              | Leo Sayer              | Leo Sayer              | Leo Sayer              | Leo Sayer              | Leo Sayer              | Leo Sayer              | Leo Sayer              | Leo Sayer              | Leo Sayer              | Leo Sayer              | Leo Sayer              | Leo Sayer              | Leo Sayer              | Leo Sayer              | Leo Sayer              | Leo Sayer              | Leo Sayer              | Leo Sayer              | Leo Sayer              | Leo Sayer              | Leo Sayer              | Leo Sayer              | Leo Sayer              | Leo Sayer              | Leo Sayer              | Leo Sayer              | Leo Sayer              | Leo Sayer              | Leo Sayer              | Leo Sayer              | Leo Sayer              | Leo Sayer              | Leo Sayer              | Leo Sayer              | Leo Sayer              | Leo Sayer              | Leo Sayer              | Leo Sayer              | Leo Sayer              | Leo Sayer              | Leo Sayer              | Leo Sayer              | Leo Sayer              | Leo Sayer              | Leo Sayer              | Leo Sayer              | Leo Sayer              | Leo Sayer              | N/A     | N/A     | N/A     | N/A     | N/A     | N/A     | N/A     | N/A     | N/A     | N/A     | N/A     | N/A     | N/A     | N/A     | N/A     | N/A     | N/A     | N/A     | N/A     | N/A     | N/A     | N/A     | N/A     | N/A     | N/A     | N/A     | N/A     | N/A     | N/A     | N/A     | N/A     | N/A     | N/A     | N/A     | N/A     | N/A     | N/A     | N/A     | N/A     | N/A     | N/A     | N/A     | N/A     | N/A     | N/A     | N/A     | N/A     | N/A     | N/A     | N/A     | N/A     | N/A     | N/A     | N/A     | N/A     | N/A     | N/A     | N/A     | N/A     | N/A     | N/A     | N/A     | N/A     | N/A     | N/A     | N/A     | N/A     | N/A     | N/A     | N/A     | N/A     | N/A     | N/A     | N/A     | N/A     | N/A     | N/A     | N/A     | N/A     | N/A     | N/A     | N/A     | N/A     | N/A     | N/A     | N/A     | N/A     | N/A     | N/A     | N/A     | N/A     | N/A     | N/A     | N/A     | N/A     | N/A     | N/A     | N/A     | N/A     | N/A     | Advanced   | Advanced   | Advanced   | Advanced   | Advanced   | Advanced   | Advanced   | Advanced   | Advanced   | Advanced   | Advanced   | Advanced   | Advanced   | Advanced   | Advanced   | Advanced   | Advanced   | Advanced   | Advanced   | Advanced   | Advanced   | Advanced   | Advanced   | Advanced   | Advanced   | Advanced   | Advanced   | Advanced   | Advanced   | Advanced   | Advanced   | Advanced   | Advanced   | Advanced   | Advanced   | Advanced   | Advanced   | Advanced   | Advanced   | Advanced   | Advanced   | Advanced   | Advanced   | Advanced   | Advanced   | Advanced   | Advanced   | Advanced   | Advanced   | Advanced   | Advanced   | Advanced   | Advanced   | Advanced   | Advanced   | Advanced   | Advanced   | Advanced   | Advanced   | Advanced   | Advanced   | Advanced   | Advanced   | Advanced   | Advanced   | Advanced   | Advanced   | Advanced   | Advanced   | Advanced   | Advanced   | Advanced   | Advanced   | Advanced   | Advanced   | Advanced   | Advanced   | Advanced   | Advanced   | Advanced   | Advanced   | Advanced   | Advanced   | Advanced   | Advanced   | Advanced   | Advanced   | Advanced   | Advanced   | Advanced   | Advanced   | Advanced   | Advanced   | Advanced   | Advanced   | Advanced   | Advanced   | Advanced   | Advanced   | Advanced   |
| Top 50            | Top 50            | Top 50            | Top 50            | Top 50            | Top 50            | Top 50            | Top 50            | Top 50            | Top 50            | Top 50            | Top 50            | Top 50            | Top 50            | Top 50            | Top 50            | Top 50            | Top 50            | Top 50            | Top 50            | Top 50            | Top 50            | Top 50            | Top 50            | Top 50            | Top 50            | Top 50            | Top 50            | Top 50            | Top 50            | Top 50            | Top 50            | Top 50            | Top 50            | Top 50            | Top 50            | Top 50            | Top 50            | Top 50            | Top 50            | Top 50            | Top 50            | Top 50            | Top 50            | Top 50            | Top 50            | Top 50            | Top 50            | Top 50            | Top 50            | Top 50            | Top 50            | Top 50            | Top 50            | Top 50            | Top 50            | Top 50            | Top 50            | Top 50            | Top 50            | Top 50            | Top 50            | Top 50            | Top 50            | Top 50            | Top 50            | Top 50            | Top 50            | Top 50            | Top 50            | Top 50            | Top 50            | Top 50            | Top 50            | Top 50            | Top 50            | Top 50            | Top 50            | Top 50            | Top 50            | Top 50            | Top 50            | Top 50            | Top 50            | Top 50            | Top 50            | Top 50            | Top 50            | Top 50            | Top 50            | Top 50            | Top 50            | Top 50            | Top 50            | Top 50            | Top 50            | Top 50            | Top 50            | Top 50            | Top 50            | N/A                 | N/A                 | N/A                 | N/A                 | N/A                 | N/A                 | N/A                 | N/A                 | N/A                 | N/A                 | N/A                 | N/A                 | N/A                 | N/A                 | N/A                 | N/A                 | N/A                 | N/A                 | N/A                 | N/A                 | N/A                 | N/A                 | N/A                 | N/A                 | N/A                 | N/A                 | N/A                 | N/A                 | N/A                 | N/A                 | N/A                 | N/A                 | N/A                 | N/A                 | N/A                 | N/A                 | N/A                 | N/A                 | N/A                 | N/A                 | N/A                 | N/A                 | N/A                 | N/A                 | N/A                 | N/A                 | N/A                 | N/A                 | N/A                 | N/A                 | N/A                 | N/A                 | N/A                 | N/A                 | N/A                 | N/A                 | N/A                 | N/A                 | N/A                 | N/A                 | N/A                 | N/A                 | N/A                 | N/A                 | N/A                 | N/A                 | N/A                 | N/A                 | N/A                 | N/A                 | N/A                 | N/A                 | N/A                 | N/A                 | N/A                 | N/A                 | N/A                 | N/A                 | N/A                 | N/A                 | N/A                 | N/A                 | N/A                 | N/A                 | N/A                 | N/A                 | N/A                 | N/A                 | N/A                 | N/A                 | N/A                 | N/A                 | N/A                 | N/A                 | N/A                 | N/A                 | N/A                 | N/A                 | N/A                 | N/A                 | "Alone"                      | "Alone"                      | "Alone"                      | "Alone"                      | "Alone"                      | "Alone"                      | "Alone"                      | "Alone"                      | "Alone"                      | "Alone"                      | "Alone"                      | "Alone"                      | "Alone"                      | "Alone"                      | "Alone"                      | "Alone"                      | "Alone"                      | "Alone"                      | "Alone"                      | "Alone"                      | "Alone"                      | "Alone"                      | "Alone"                      | "Alone"                      | "Alone"                      | "Alone"                      | "Alone"                      | "Alone"                      | "Alone"                      | "Alone"                      | "Alone"                      | "Alone"                      | "Alone"                      | "Alone"                      | "Alone"                      | "Alone"                      | "Alone"                      | "Alone"                      | "Alone"                      | "Alone"                      | "Alone"                      | "Alone"                      | "Alone"                      | "Alone"                      | "Alone"                      | "Alone"                      | "Alone"                      | "Alone"                      | "Alone"                      | "Alone"                      | "Alone"                      | "Alone"                      | "Alone"                      | "Alone"                      | "Alone"                      | "Alone"                      | "Alone"                      | "Alone"                      | "Alone"                      | "Alone"                      | "Alone"                      | "Alone"                      | "Alone"                      | "Alone"                      | "Alone"                      | "Alone"                      | "Alone"                      | "Alone"                      | "Alone"                      | "Alone"                      | "Alone"                      | "Alone"                      | "Alone"                      | "Alone"                      | "Alone"                      | "Alone"                      | "Alone"                      | "Alone"                      | "Alone"                      | "Alone"                      | "Alone"                      | "Alone"                      | "Alone"                      | "Alone"                      | "Alone"                      | "Alone"                      | "Alone"                      | "Alone"                      | "Alone"                      | "Alone"                      | "Alone"                      | "Alone"                      | "Alone"                      | "Alone"                      | "Alone"                      | "Alone"                      | "Alone"                      | "Alone"                      | "Alone"                      | "Alone"                      | i-TEN                  | i-TEN                  | i-TEN                  | i-TEN                  | i-TEN                  | i-TEN                  | i-TEN                  | i-TEN                  | i-TEN                  | i-TEN                  | i-TEN                  | i-TEN                  | i-TEN                  | i-TEN                  | i-TEN                  | i-TEN                  | i-TEN                  | i-TEN                  | i-TEN                  | i-TEN                  | i-TEN                  | i-TEN                  | i-TEN                  | i-TEN                  | i-TEN                  | i-TEN                  | i-TEN                  | i-TEN                  | i-TEN                  | i-TEN                  | i-TEN                  | i-TEN                  | i-TEN                  | i-TEN                  | i-TEN                  | i-TEN                  | i-TEN                  | i-TEN                  | i-TEN                  | i-TEN                  | i-TEN                  | i-TEN                  | i-TEN                  | i-TEN                  | i-TEN                  | i-TEN                  | i-TEN                  | i-TEN                  | i-TEN                  | i-TEN                  | i-TEN                  | i-TEN                  | i-TEN                  | i-TEN                  | i-TEN                  | i-TEN                  | i-TEN                  | i-TEN                  | i-TEN                  | i-TEN                  | i-TEN                  | i-TEN                  | i-TEN                  | i-TEN                  | i-TEN                  | i-TEN                  | i-TEN                  | i-TEN                  | i-TEN                  | i-TEN                  | i-TEN                  | i-TEN                  | i-TEN                  | i-TEN                  | i-TEN                  | i-TEN                  | i-TEN                  | i-TEN                  | i-TEN                  | i-TEN                  | i-TEN                  | i-TEN                  | i-TEN                  | i-TEN                  | i-TEN                  | i-TEN                  | i-TEN                  | i-TEN                  | i-TEN                  | i-TEN                  | i-TEN                  | i-TEN                  | i-TEN                  | i-TEN                  | i-TEN                  | i-TEN                  | i-TEN                  | i-TEN                  | i-TEN                  | i-TEN                  | N/A     | N/A     | N/A     | N/A     | N/A     | N/A     | N/A     | N/A     | N/A     | N/A     | N/A     | N/A     | N/A     | N/A     | N/A     | N/A     | N/A     | N/A     | N/A     | N/A     | N/A     | N/A     | N/A     | N/A     | N/A     | N/A     | N/A     | N/A     | N/A     | N/A     | N/A     | N/A     | N/A     | N/A     | N/A     | N/A     | N/A     | N/A     | N/A     | N/A     | N/A     | N/A     | N/A     | N/A     | N/A     | N/A     | N/A     | N/A     | N/A     | N/A     | N/A     | N/A     | N/A     | N/A     | N/A     | N/A     | N/A     | N/A     | N/A     | N/A     | N/A     | N/A     | N/A     | N/A     | N/A     | N/A     | N/A     | N/A     | N/A     | N/A     | N/A     | N/A     | N/A     | N/A     | N/A     | N/A     | N/A     | N/A     | N/A     | N/A     | N/A     | N/A     | N/A     | N/A     | N/A     | N/A     | N/A     | N/A     | N/A     | N/A     | N/A     | N/A     | N/A     | N/A     | N/A     | N/A     | N/A     | N/A     | N/A     | N/A     | Advanced   | Advanced   | Advanced   | Advanced   | Advanced   | Advanced   | Advanced   | Advanced   | Advanced   | Advanced   | Advanced   | Advanced   | Advanced   | Advanced   | Advanced   | Advanced   | Advanced   | Advanced   | Advanced   | Advanced   | Advanced   | Advanced   | Advanced   | Advanced   | Advanced   | Advanced   | Advanced   | Advanced   | Advanced   | Advanced   | Advanced   | Advanced   | Advanced   | Advanced   | Advanced   | Advanced   | Advanced   | Advanced   | Advanced   | Advanced   | Advanced   | Advanced   | Advanced   | Advanced   | Advanced   | Advanced   | Advanced   | Advanced   | Advanced   | Advanced   | Advanced   | Advanced   | Advanced   | Advanced   | Advanced   | Advanced   | Advanced   | Advanced   | Advanced   | Advanced   | Advanced   | Advanced   | Advanced   | Advanced   | Advanced   | Advanced   | Advanced   | Advanced   | Advanced   | Advanced   | Advanced   | Advanced   | Advanced   | Advanced   | Advanced   | Advanced   | Advanced   | Advanced   | Advanced   | Advanced   | Advanced   | Advanced   | Advanced   | Advanced   | Advanced   | Advanced   | Advanced   | Advanced   | Advanced   | Advanced   | Advanced   | Advanced   | Advanced   | Advanced   | Advanced   | Advanced   | Advanced   | Advanced   | Advanced   | Advanced   |
| Top 24 (12 Women) | Top 24 (12 Women) | Top 24 (12 Women) | Top 24 (12 Women) | Top 24 (12 Women) | Top 24 (12 Women) | Top 24 (12 Women) | Top 24 (12 Women) | Top 24 (12 Women) | Top 24 (12 Women) | Top 24 (12 Women) | Top 24 (12 Women) | Top 24 (12 Women) | Top 24 (12 Women) | Top 24 (12 Women) | Top 24 (12 Women) | Top 24 (12 Women) | Top 24 (12 Women) | Top 24 (12 Women) | Top 24 (12 Women) | Top 24 (12 Women) | Top 24 (12 Women) | Top 24 (12 Women) | Top 24 (12 Women) | Top 24 (12 Women) | Top 24 (12 Women) | Top 24 (12 Women) | Top 24 (12 Women) | Top 24 (12 Women) | Top 24 (12 Women) | Top 24 (12 Women) | Top 24 (12 Women) | Top 24 (12 Women) | Top 24 (12 Women) | Top 24 (12 Women) | Top 24 (12 Women) | Top 24 (12 Women) | Top 24 (12 Women) | Top 24 (12 Women) | Top 24 (12 Women) | Top 24 (12 Women) | Top 24 (12 Women) | Top 24 (12 Women) | Top 24 (12 Women) | Top 24 (12 Women) | Top 24 (12 Women) | Top 24 (12 Women) | Top 24 (12 Women) | Top 24 (12 Women) | Top 24 (12 Women) | Top 24 (12 Women) | Top 24 (12 Women) | Top 24 (12 Women) | Top 24 (12 Women) | Top 24 (12 Women) | Top 24 (12 Women) | Top 24 (12 Women) | Top 24 (12 Women) | Top 24 (12 Women) | Top 24 (12 Women) | Top 24 (12 Women) | Top 24 (12 Women) | Top 24 (12 Women) | Top 24 (12 Women) | Top 24 (12 Women) | Top 24 (12 Women) | Top 24 (12 Women) | Top 24 (12 Women) | Top 24 (12 Women) | Top 24 (12 Women) | Top 24 (12 Women) | Top 24 (12 Women) | Top 24 (12 Women) | Top 24 (12 Women) | Top 24 (12 Women) | Top 24 (12 Women) | Top 24 (12 Women) | Top 24 (12 Women) | Top 24 (12 Women) | Top 24 (12 Women) | Top 24 (12 Women) | Top 24 (12 Women) | Top 24 (12 Women) | Top 24 (12 Women) | Top 24 (12 Women) | Top 24 (12 Women) | Top 24 (12 Women) | Top 24 (12 Women) | Top 24 (12 Women) | Top 24 (12 Women) | Top 24 (12 Women) | Top 24 (12 Women) | Top 24 (12 Women) | Top 24 (12 Women) | Top 24 (12 Women) | Top 24 (12 Women) | Top 24 (12 Women) | Top 24 (12 Women) | Top 24 (12 Women) | Top 24 (12 Women) | 1960s               | 1960s               | 1960s               | 1960s               | 1960s               | 1960s               | 1960s               | 1960s               | 1960s               | 1960s               | 1960s               | 1960s               | 1960s               | 1960s               | 1960s               | 1960s               | 1960s               | 1960s               | 1960s               | 1960s               | 1960s               | 1960s               | 1960s               | 1960s               | 1960s               | 1960s               | 1960s               | 1960s               | 1960s               | 1960s               | 1960s               | 1960s               | 1960s               | 1960s               | 1960s               | 1960s               | 1960s               | 1960s               | 1960s               | 1960s               | 1960s               | 1960s               | 1960s               | 1960s               | 1960s               | 1960s               | 1960s               | 1960s               | 1960s               | 1960s               | 1960s               | 1960s               | 1960s               | 1960s               | 1960s               | 1960s               | 1960s               | 1960s               | 1960s               | 1960s               | 1960s               | 1960s               | 1960s               | 1960s               | 1960s               | 1960s               | 1960s               | 1960s               | 1960s               | 1960s               | 1960s               | 1960s               | 1960s               | 1960s               | 1960s               | 1960s               | 1960s               | 1960s               | 1960s               | 1960s               | 1960s               | 1960s               | 1960s               | 1960s               | 1960s               | 1960s               | 1960s               | 1960s               | 1960s               | 1960s               | 1960s               | 1960s               | 1960s               | 1960s               | 1960s               | 1960s               | 1960s               | 1960s               | 1960s               | 1960s               | "The Shadow of Your Smile"   | "The Shadow of Your Smile"   | "The Shadow of Your Smile"   | "The Shadow of Your Smile"   | "The Shadow of Your Smile"   | "The Shadow of Your Smile"   | "The Shadow of Your Smile"   | "The Shadow of Your Smile"   | "The Shadow of Your Smile"   | "The Shadow of Your Smile"   | "The Shadow of Your Smile"   | "The Shadow of Your Smile"   | "The Shadow of Your Smile"   | "The Shadow of Your Smile"   | "The Shadow of Your Smile"   | "The Shadow of Your Smile"   | "The Shadow of Your Smile"   | "The Shadow of Your Smile"   | "The Shadow of Your Smile"   | "The Shadow of Your Smile"   | "The Shadow of Your Smile"   | "The Shadow of Your Smile"   | "The Shadow of Your Smile"   | "The Shadow of Your Smile"   | "The Shadow of Your Smile"   | "The Shadow of Your Smile"   | "The Shadow of Your Smile"   | "The Shadow of Your Smile"   | "The Shadow of Your Smile"   | "The Shadow of Your Smile"   | "The Shadow of Your Smile"   | "The Shadow of Your Smile"   | "The Shadow of Your Smile"   | "The Shadow of Your Smile"   | "The Shadow of Your Smile"   | "The Shadow of Your Smile"   | "The Shadow of Your Smile"   | "The Shadow of Your Smile"   | "The Shadow of Your Smile"   | "The Shadow of Your Smile"   | "The Shadow of Your Smile"   | "The Shadow of Your Smile"   | "The Shadow of Your Smile"   | "The Shadow of Your Smile"   | "The Shadow of Your Smile"   | "The Shadow of Your Smile"   | "The Shadow of Your Smile"   | "The Shadow of Your Smile"   | "The Shadow of Your Smile"   | "The Shadow of Your Smile"   | "The Shadow of Your Smile"   | "The Shadow of Your Smile"   | "The Shadow of Your Smile"   | "The Shadow of Your Smile"   | "The Shadow of Your Smile"   | "The Shadow of Your Smile"   | "The Shadow of Your Smile"   | "The Shadow of Your Smile"   | "The Shadow of Your Smile"   | "The Shadow of Your Smile"   | "The Shadow of Your Smile"   | "The Shadow of Your Smile"   | "The Shadow of Your Smile"   | "The Shadow of Your Smile"   | "The Shadow of Your Smile"   | "The Shadow of Your Smile"   | "The Shadow of Your Smile"   | "The Shadow of Your Smile"   | "The Shadow of Your Smile"   | "The Shadow of Your Smile"   | "The Shadow of Your Smile"   | "The Shadow of Your Smile"   | "The Shadow of Your Smile"   | "The Shadow of Your Smile"   | "The Shadow of Your Smile"   | "The Shadow of Your Smile"   | "The Shadow of Your Smile"   | "The Shadow of Your Smile"   | "The Shadow of Your Smile"   | "The Shadow of Your Smile"   | "The Shadow of Your Smile"   | "The Shadow of Your Smile"   | "The Shadow of Your Smile"   | "The Shadow of Your Smile"   | "The Shadow of Your Smile"   | "The Shadow of Your Smile"   | "The Shadow of Your Smile"   | "The Shadow of Your Smile"   | "The Shadow of Your Smile"   | "The Shadow of Your Smile"   | "The Shadow of Your Smile"   | "The Shadow of Your Smile"   | "The Shadow of Your Smile"   | "The Shadow of Your Smile"   | "The Shadow of Your Smile"   | "The Shadow of Your Smile"   | "The Shadow of Your Smile"   | "The Shadow of Your Smile"   | "The Shadow of Your Smile"   | "The Shadow of Your Smile"   | Tony Bennett           | Tony Bennett           | Tony Bennett           | Tony Bennett           | Tony Bennett           | Tony Bennett           | Tony Bennett           | Tony Bennett           | Tony Bennett           | Tony Bennett           | Tony Bennett           | Tony Bennett           | Tony Bennett           | Tony Bennett           | Tony Bennett           | Tony Bennett           | Tony Bennett           | Tony Bennett           | Tony Bennett           | Tony Bennett           | Tony Bennett           | Tony Bennett           | Tony Bennett           | Tony Bennett           | Tony Bennett           | Tony Bennett           | Tony Bennett           | Tony Bennett           | Tony Bennett           | Tony Bennett           | Tony Bennett           | Tony Bennett           | Tony Bennett           | Tony Bennett           | Tony Bennett           | Tony Bennett           | Tony Bennett           | Tony Bennett           | Tony Bennett           | Tony Bennett           | Tony Bennett           | Tony Bennett           | Tony Bennett           | Tony Bennett           | Tony Bennett           | Tony Bennett           | Tony Bennett           | Tony Bennett           | Tony Bennett           | Tony Bennett           | Tony Bennett           | Tony Bennett           | Tony Bennett           | Tony Bennett           | Tony Bennett           | Tony Bennett           | Tony Bennett           | Tony Bennett           | Tony Bennett           | Tony Bennett           | Tony Bennett           | Tony Bennett           | Tony Bennett           | Tony Bennett           | Tony Bennett           | Tony Bennett           | Tony Bennett           | Tony Bennett           | Tony Bennett           | Tony Bennett           | Tony Bennett           | Tony Bennett           | Tony Bennett           | Tony Bennett           | Tony Bennett           | Tony Bennett           | Tony Bennett           | Tony Bennett           | Tony Bennett           | Tony Bennett           | Tony Bennett           | Tony Bennett           | Tony Bennett           | Tony Bennett           | Tony Bennett           | Tony Bennett           | Tony Bennett           | Tony Bennett           | Tony Bennett           | Tony Bennett           | Tony Bennett           | Tony Bennett           | Tony Bennett           | Tony Bennett           | Tony Bennett           | Tony Bennett           | Tony Bennett           | Tony Bennett           | Tony Bennett           | Tony Bennett           | 12      | 12      | 12      | 12      | 12      | 12      | 12      | 12      | 12      | 12      | 12      | 12      | 12      | 12      | 12      | 12      | 12      | 12      | 12      | 12      | 12      | 12      | 12      | 12      | 12      | 12      | 12      | 12      | 12      | 12      | 12      | 12      | 12      | 12      | 12      | 12      | 12      | 12      | 12      | 12      | 12      | 12      | 12      | 12      | 12      | 12      | 12      | 12      | 12      | 12      | 12      | 12      | 12      | 12      | 12      | 12      | 12      | 12      | 12      | 12      | 12      | 12      | 12      | 12      | 12      | 12      | 12      | 12      | 12      | 12      | 12      | 12      | 12      | 12      | 12      | 12      | 12      | 12      | 12      | 12      | 12      | 12      | 12      | 12      | 12      | 12      | 12      | 12      | 12      | 12      | 12      | 12      | 12      | 12      | 12      | 12      | 12      | 12      | 12      | 12      | Safe       | Safe       | Safe       | Safe       | Safe       | Safe       | Safe       | Safe       | Safe       | Safe       | Safe       | Safe       | Safe       | Safe       | Safe       | Safe       | Safe       | Safe       | Safe       | Safe       | Safe       | Safe       | Safe       | Safe       | Safe       | Safe       | Safe       | Safe       | Safe       | Safe       | Safe       | Safe       | Safe       | Safe       | Safe       | Safe       | Safe       | Safe       | Safe       | Safe       | Safe       | Safe       | Safe       | Safe       | Safe       | Safe       | Safe       | Safe       | Safe       | Safe       | Safe       | Safe       | Safe       | Safe       | Safe       | Safe       | Safe       | Safe       | Safe       | Safe       | Safe       | Safe       | Safe       | Safe       | Safe       | Safe       | Safe       | Safe       | Safe       | Safe       | Safe       | Safe       | Safe       | Safe       | Safe       | Safe       | Safe       | Safe       | Safe       | Safe       | Safe       | Safe       | Safe       | Safe       | Safe       | Safe       | Safe       | Safe       | Safe       | Safe       | Safe       | Safe       | Safe       | Safe       | Safe       | Safe       | Safe       | Safe       | Safe       | Safe       |
| Top 20 (10 Women) | Top 20 (10 Women) | Top 20 (10 Women) | Top 20 (10 Women) | Top 20 (10 Women) | Top 20 (10 Women) | Top 20 (10 Women) | Top 20 (10 Women) | Top 20 (10 Women) | Top 20 (10 Women) | Top 20 (10 Women) | Top 20 (10 Women) | Top 20 (10 Women) | Top 20 (10 Women) | Top 20 (10 Women) | Top 20 (10 Women) | Top 20 (10 Women) | Top 20 (10 Women) | Top 20 (10 Women) | Top 20 (10 Women) | Top 20 (10 Women) | Top 20 (10 Women) | Top 20 (10 Women) | Top 20 (10 Women) | Top 20 (10 Women) | Top 20 (10 Women) | Top 20 (10 Women) | Top 20 (10 Women) | Top 20 (10 Women) | Top 20 (10 Women) | Top 20 (10 Women) | Top 20 (10 Women) | Top 20 (10 Women) | Top 20 (10 Women) | Top 20 (10 Women) | Top 20 (10 Women) | Top 20 (10 Women) | Top 20 (10 Women) | Top 20 (10 Women) | Top 20 (10 Women) | Top 20 (10 Women) | Top 20 (10 Women) | Top 20 (10 Women) | Top 20 (10 Women) | Top 20 (10 Women) | Top 20 (10 Women) | Top 20 (10 Women) | Top 20 (10 Women) | Top 20 (10 Women) | Top 20 (10 Women) | Top 20 (10 Women) | Top 20 (10 Women) | Top 20 (10 Women) | Top 20 (10 Women) | Top 20 (10 Women) | Top 20 (10 Women) | Top 20 (10 Women) | Top 20 (10 Women) | Top 20 (10 Women) | Top 20 (10 Women) | Top 20 (10 Women) | Top 20 (10 Women) | Top 20 (10 Women) | Top 20 (10 Women) | Top 20 (10 Women) | Top 20 (10 Women) | Top 20 (10 Women) | Top 20 (10 Women) | Top 20 (10 Women) | Top 20 (10 Women) | Top 20 (10 Women) | Top 20 (10 Women) | Top 20 (10 Women) | Top 20 (10 Women) | Top 20 (10 Women) | Top 20 (10 Women) | Top 20 (10 Women) | Top 20 (10 Women) | Top 20 (10 Women) | Top 20 (10 Women) | Top 20 (10 Women) | Top 20 (10 Women) | Top 20 (10 Women) | Top 20 (10 Women) | Top 20 (10 Women) | Top 20 (10 Women) | Top 20 (10 Women) | Top 20 (10 Women) | Top 20 (10 Women) | Top 20 (10 Women) | Top 20 (10 Women) | Top 20 (10 Women) | Top 20 (10 Women) | Top 20 (10 Women) | Top 20 (10 Women) | Top 20 (10 Women) | Top 20 (10 Women) | Top 20 (10 Women) | Top 20 (10 Women) | Top 20 (10 Women) | 1970s               | 1970s               | 1970s               | 1970s               | 1970s               | 1970s               | 1970s               | 1970s               | 1970s               | 1970s               | 1970s               | 1970s               | 1970s               | 1970s               | 1970s               | 1970s               | 1970s               | 1970s               | 1970s               | 1970s               | 1970s               | 1970s               | 1970s               | 1970s               | 1970s               | 1970s               | 1970s               | 1970s               | 1970s               | 1970s               | 1970s               | 1970s               | 1970s               | 1970s               | 1970s               | 1970s               | 1970s               | 1970s               | 1970s               | 1970s               | 1970s               | 1970s               | 1970s               | 1970s               | 1970s               | 1970s               | 1970s               | 1970s               | 1970s               | 1970s               | 1970s               | 1970s               | 1970s               | 1970s               | 1970s               | 1970s               | 1970s               | 1970s               | 1970s               | 1970s               | 1970s               | 1970s               | 1970s               | 1970s               | 1970s               | 1970s               | 1970s               | 1970s               | 1970s               | 1970s               | 1970s               | 1970s               | 1970s               | 1970s               | 1970s               | 1970s               | 1970s               | 1970s               | 1970s               | 1970s               | 1970s               | 1970s               | 1970s               | 1970s               | 1970s               | 1970s               | 1970s               | 1970s               | 1970s               | 1970s               | 1970s               | 1970s               | 1970s               | 1970s               | 1970s               | 1970s               | 1970s               | 1970s               | 1970s               | 1970s               | "Crazy on You"               | "Crazy on You"               | "Crazy on You"               | "Crazy on You"               | "Crazy on You"               | "Crazy on You"               | "Crazy on You"               | "Crazy on You"               | "Crazy on You"               | "Crazy on You"               | "Crazy on You"               | "Crazy on You"               | "Crazy on You"               | "Crazy on You"               | "Crazy on You"               | "Crazy on You"               | "Crazy on You"               | "Crazy on You"               | "Crazy on You"               | "Crazy on You"               | "Crazy on You"               | "Crazy on You"               | "Crazy on You"               | "Crazy on You"               | "Crazy on You"               | "Crazy on You"               | "Crazy on You"               | "Crazy on You"               | "Crazy on You"               | "Crazy on You"               | "Crazy on You"               | "Crazy on You"               | "Crazy on You"               | "Crazy on You"               | "Crazy on You"               | "Crazy on You"               | "Crazy on You"               | "Crazy on You"               | "Crazy on You"               | "Crazy on You"               | "Crazy on You"               | "Crazy on You"               | "Crazy on You"               | "Crazy on You"               | "Crazy on You"               | "Crazy on You"               | "Crazy on You"               | "Crazy on You"               | "Crazy on You"               | "Crazy on You"               | "Crazy on You"               | "Crazy on You"               | "Crazy on You"               | "Crazy on You"               | "Crazy on You"               | "Crazy on You"               | "Crazy on You"               | "Crazy on You"               | "Crazy on You"               | "Crazy on You"               | "Crazy on You"               | "Crazy on You"               | "Crazy on You"               | "Crazy on You"               | "Crazy on You"               | "Crazy on You"               | "Crazy on You"               | "Crazy on You"               | "Crazy on You"               | "Crazy on You"               | "Crazy on You"               | "Crazy on You"               | "Crazy on You"               | "Crazy on You"               | "Crazy on You"               | "Crazy on You"               | "Crazy on You"               | "Crazy on You"               | "Crazy on You"               | "Crazy on You"               | "Crazy on You"               | "Crazy on You"               | "Crazy on You"               | "Crazy on You"               | "Crazy on You"               | "Crazy on You"               | "Crazy on You"               | "Crazy on You"               | "Crazy on You"               | "Crazy on You"               | "Crazy on You"               | "Crazy on You"               | "Crazy on You"               | "Crazy on You"               | "Crazy on You"               | "Crazy on You"               | "Crazy on You"               | "Crazy on You"               | "Crazy on You"               | "Crazy on You"               | Heart                  | Heart                  | Heart                  | Heart                  | Heart                  | Heart                  | Heart                  | Heart                  | Heart                  | Heart                  | Heart                  | Heart                  | Heart                  | Heart                  | Heart                  | Heart                  | Heart                  | Heart                  | Heart                  | Heart                  | Heart                  | Heart                  | Heart                  | Heart                  | Heart                  | Heart                  | Heart                  | Heart                  | Heart                  | Heart                  | Heart                  | Heart                  | Heart                  | Heart                  | Heart                  | Heart                  | Heart                  | Heart                  | Heart                  | Heart                  | Heart                  | Heart                  | Heart                  | Heart                  | Heart                  | Heart                  | Heart                  | Heart                  | Heart                  | Heart                  | Heart                  | Heart                  | Heart                  | Heart                  | Heart                  | Heart                  | Heart                  | Heart                  | Heart                  | Heart                  | Heart                  | Heart                  | Heart                  | Heart                  | Heart                  | Heart                  | Heart                  | Heart                  | Heart                  | Heart                  | Heart                  | Heart                  | Heart                  | Heart                  | Heart                  | Heart                  | Heart                  | Heart                  | Heart                  | Heart                  | Heart                  | Heart                  | Heart                  | Heart                  | Heart                  | Heart                  | Heart                  | Heart                  | Heart                  | Heart                  | Heart                  | Heart                  | Heart                  | Heart                  | Heart                  | Heart                  | Heart                  | Heart                  | Heart                  | Heart                  | 1       | 1       | 1       | 1       | 1       | 1       | 1       | 1       | 1       | 1       | 1       | 1       | 1       | 1       | 1       | 1       | 1       | 1       | 1       | 1       | 1       | 1       | 1       | 1       | 1       | 1       | 1       | 1       | 1       | 1       | 1       | 1       | 1       | 1       | 1       | 1       | 1       | 1       | 1       | 1       | 1       | 1       | 1       | 1       | 1       | 1       | 1       | 1       | 1       | 1       | 1       | 1       | 1       | 1       | 1       | 1       | 1       | 1       | 1       | 1       | 1       | 1       | 1       | 1       | 1       | 1       | 1       | 1       | 1       | 1       | 1       | 1       | 1       | 1       | 1       | 1       | 1       | 1       | 1       | 1       | 1       | 1       | 1       | 1       | 1       | 1       | 1       | 1       | 1       | 1       | 1       | 1       | 1       | 1       | 1       | 1       | 1       | 1       | 1       | 1       | Safe       | Safe       | Safe       | Safe       | Safe       | Safe       | Safe       | Safe       | Safe       | Safe       | Safe       | Safe       | Safe       | Safe       | Safe       | Safe       | Safe       | Safe       | Safe       | Safe       | Safe       | Safe       | Safe       | Safe       | Safe       | Safe       | Safe       | Safe       | Safe       | Safe       | Safe       | Safe       | Safe       | Safe       | Safe       | Safe       | Safe       | Safe       | Safe       | Safe       | Safe       | Safe       | Safe       | Safe       | Safe       | Safe       | Safe       | Safe       | Safe       | Safe       | Safe       | Safe       | Safe       | Safe       | Safe       | Safe       | Safe       | Safe       | Safe       | Safe       | Safe       | Safe       | Safe       | Safe       | Safe       | Safe       | Safe       | Safe       | Safe       | Safe       | Safe       | Safe       | Safe       | Safe       | Safe       | Safe       | Safe       | Safe       | Safe       | Safe       | Safe       | Safe       | Safe       | Safe       | Safe       | Safe       | Safe       | Safe       | Safe       | Safe       | Safe       | Safe       | Safe       | Safe       | Safe       | Safe       | Safe       | Safe       | Safe       | Safe       |
| Top 16 (8 Women)  | Top 16 (8 Women)  | Top 16 (8 Women)  | Top 16 (8 Women)  | Top 16 (8 Women)  | Top 16 (8 Women)  | Top 16 (8 Women)  | Top 16 (8 Women)  | Top 16 (8 Women)  | Top 16 (8 Women)  | Top 16 (8 Women)  | Top 16 (8 Women)  | Top 16 (8 Women)  | Top 16 (8 Women)  | Top 16 (8 Women)  | Top 16 (8 Women)  | Top 16 (8 Women)  | Top 16 (8 Women)  | Top 16 (8 Women)  | Top 16 (8 Women)  | Top 16 (8 Women)  | Top 16 (8 Women)  | Top 16 (8 Women)  | Top 16 (8 Women)  | Top 16 (8 Women)  | Top 16 (8 Women)  | Top 16 (8 Women)  | Top 16 (8 Women)  | Top 16 (8 Women)  | Top 16 (8 Women)  | Top 16 (8 Women)  | Top 16 (8 Women)  | Top 16 (8 Women)  | Top 16 (8 Women)  | Top 16 (8 Women)  | Top 16 (8 Women)  | Top 16 (8 Women)  | Top 16 (8 Women)  | Top 16 (8 Women)  | Top 16 (8 Women)  | Top 16 (8 Women)  | Top 16 (8 Women)  | Top 16 (8 Women)  | Top 16 (8 Women)  | Top 16 (8 Women)  | Top 16 (8 Women)  | Top 16 (8 Women)  | Top 16 (8 Women)  | Top 16 (8 Women)  | Top 16 (8 Women)  | Top 16 (8 Women)  | Top 16 (8 Women)  | Top 16 (8 Women)  | Top 16 (8 Women)  | Top 16 (8 Women)  | Top 16 (8 Women)  | Top 16 (8 Women)  | Top 16 (8 Women)  | Top 16 (8 Women)  | Top 16 (8 Women)  | Top 16 (8 Women)  | Top 16 (8 Women)  | Top 16 (8 Women)  | Top 16 (8 Women)  | Top 16 (8 Women)  | Top 16 (8 Women)  | Top 16 (8 Women)  | Top 16 (8 Women)  | Top 16 (8 Women)  | Top 16 (8 Women)  | Top 16 (8 Women)  | Top 16 (8 Women)  | Top 16 (8 Women)  | Top 16 (8 Women)  | Top 16 (8 Women)  | Top 16 (8 Women)  | Top 16 (8 Women)  | Top 16 (8 Women)  | Top 16 (8 Women)  | Top 16 (8 Women)  | Top 16 (8 Women)  | Top 16 (8 Women)  | Top 16 (8 Women)  | Top 16 (8 Women)  | Top 16 (8 Women)  | Top 16 (8 Women)  | Top 16 (8 Women)  | Top 16 (8 Women)  | Top 16 (8 Women)  | Top 16 (8 Women)  | Top 16 (8 Women)  | Top 16 (8 Women)  | Top 16 (8 Women)  | Top 16 (8 Women)  | Top 16 (8 Women)  | Top 16 (8 Women)  | Top 16 (8 Women)  | Top 16 (8 Women)  | Top 16 (8 Women)  | Top 16 (8 Women)  | 1980s               | 1980s               | 1980s               | 1980s               | 1980s               | 1980s               | 1980s               | 1980s               | 1980s               | 1980s               | 1980s               | 1980s               | 1980s               | 1980s               | 1980s               | 1980s               | 1980s               | 1980s               | 1980s               | 1980s               | 1980s               | 1980s               | 1980s               | 1980s               | 1980s               | 1980s               | 1980s               | 1980s               | 1980s               | 1980s               | 1980s               | 1980s               | 1980s               | 1980s               | 1980s               | 1980s               | 1980s               | 1980s               | 1980s               | 1980s               | 1980s               | 1980s               | 1980s               | 1980s               | 1980s               | 1980s               | 1980s               | 1980s               | 1980s               | 1980s               | 1980s               | 1980s               | 1980s               | 1980s               | 1980s               | 1980s               | 1980s               | 1980s               | 1980s               | 1980s               | 1980s               | 1980s               | 1980s               | 1980s               | 1980s               | 1980s               | 1980s               | 1980s               | 1980s               | 1980s               | 1980s               | 1980s               | 1980s               | 1980s               | 1980s               | 1980s               | 1980s               | 1980s               | 1980s               | 1980s               | 1980s               | 1980s               | 1980s               | 1980s               | 1980s               | 1980s               | 1980s               | 1980s               | 1980s               | 1980s               | 1980s               | 1980s               | 1980s               | 1980s               | 1980s               | 1980s               | 1980s               | 1980s               | 1980s               | 1980s               | "I Drove All Night"          | "I Drove All Night"          | "I Drove All Night"          | "I Drove All Night"          | "I Drove All Night"          | "I Drove All Night"          | "I Drove All Night"          | "I Drove All Night"          | "I Drove All Night"          | "I Drove All Night"          | "I Drove All Night"          | "I Drove All Night"          | "I Drove All Night"          | "I Drove All Night"          | "I Drove All Night"          | "I Drove All Night"          | "I Drove All Night"          | "I Drove All Night"          | "I Drove All Night"          | "I Drove All Night"          | "I Drove All Night"          | "I Drove All Night"          | "I Drove All Night"          | "I Drove All Night"          | "I Drove All Night"          | "I Drove All Night"          | "I Drove All Night"          | "I Drove All Night"          | "I Drove All Night"          | "I Drove All Night"          | "I Drove All Night"          | "I Drove All Night"          | "I Drove All Night"          | "I Drove All Night"          | "I Drove All Night"          | "I Drove All Night"          | "I Drove All Night"          | "I Drove All Night"          | "I Drove All Night"          | "I Drove All Night"          | "I Drove All Night"          | "I Drove All Night"          | "I Drove All Night"          | "I Drove All Night"          | "I Drove All Night"          | "I Drove All Night"          | "I Drove All Night"          | "I Drove All Night"          | "I Drove All Night"          | "I Drove All Night"          | "I Drove All Night"          | "I Drove All Night"          | "I Drove All Night"          | "I Drove All Night"          | "I Drove All Night"          | "I Drove All Night"          | "I Drove All Night"          | "I Drove All Night"          | "I Drove All Night"          | "I Drove All Night"          | "I Drove All Night"          | "I Drove All Night"          | "I Drove All Night"          | "I Drove All Night"          | "I Drove All Night"          | "I Drove All Night"          | "I Drove All Night"          | "I Drove All Night"          | "I Drove All Night"          | "I Drove All Night"          | "I Drove All Night"          | "I Drove All Night"          | "I Drove All Night"          | "I Drove All Night"          | "I Drove All Night"          | "I Drove All Night"          | "I Drove All Night"          | "I Drove All Night"          | "I Drove All Night"          | "I Drove All Night"          | "I Drove All Night"          | "I Drove All Night"          | "I Drove All Night"          | "I Drove All Night"          | "I Drove All Night"          | "I Drove All Night"          | "I Drove All Night"          | "I Drove All Night"          | "I Drove All Night"          | "I Drove All Night"          | "I Drove All Night"          | "I Drove All Night"          | "I Drove All Night"          | "I Drove All Night"          | "I Drove All Night"          | "I Drove All Night"          | "I Drove All Night"          | "I Drove All Night"          | "I Drove All Night"          | "I Drove All Night"          | Cyndi Lauper           | Cyndi Lauper           | Cyndi Lauper           | Cyndi Lauper           | Cyndi Lauper           | Cyndi Lauper           | Cyndi Lauper           | Cyndi Lauper           | Cyndi Lauper           | Cyndi Lauper           | Cyndi Lauper           | Cyndi Lauper           | Cyndi Lauper           | Cyndi Lauper           | Cyndi Lauper           | Cyndi Lauper           | Cyndi Lauper           | Cyndi Lauper           | Cyndi Lauper           | Cyndi Lauper           | Cyndi Lauper           | Cyndi Lauper           | Cyndi Lauper           | Cyndi Lauper           | Cyndi Lauper           | Cyndi Lauper           | Cyndi Lauper           | Cyndi Lauper           | Cyndi Lauper           | Cyndi Lauper           | Cyndi Lauper           | Cyndi Lauper           | Cyndi Lauper           | Cyndi Lauper           | Cyndi Lauper           | Cyndi Lauper           | Cyndi Lauper           | Cyndi Lauper           | Cyndi Lauper           | Cyndi Lauper           | Cyndi Lauper           | Cyndi Lauper           | Cyndi Lauper           | Cyndi Lauper           | Cyndi Lauper           | Cyndi Lauper           | Cyndi Lauper           | Cyndi Lauper           | Cyndi Lauper           | Cyndi Lauper           | Cyndi Lauper           | Cyndi Lauper           | Cyndi Lauper           | Cyndi Lauper           | Cyndi Lauper           | Cyndi Lauper           | Cyndi Lauper           | Cyndi Lauper           | Cyndi Lauper           | Cyndi Lauper           | Cyndi Lauper           | Cyndi Lauper           | Cyndi Lauper           | Cyndi Lauper           | Cyndi Lauper           | Cyndi Lauper           | Cyndi Lauper           | Cyndi Lauper           | Cyndi Lauper           | Cyndi Lauper           | Cyndi Lauper           | Cyndi Lauper           | Cyndi Lauper           | Cyndi Lauper           | Cyndi Lauper           | Cyndi Lauper           | Cyndi Lauper           | Cyndi Lauper           | Cyndi Lauper           | Cyndi Lauper           | Cyndi Lauper           | Cyndi Lauper           | Cyndi Lauper           | Cyndi Lauper           | Cyndi Lauper           | Cyndi Lauper           | Cyndi Lauper           | Cyndi Lauper           | Cyndi Lauper           | Cyndi Lauper           | Cyndi Lauper           | Cyndi Lauper           | Cyndi Lauper           | Cyndi Lauper           | Cyndi Lauper           | Cyndi Lauper           | Cyndi Lauper           | Cyndi Lauper           | Cyndi Lauper           | Cyndi Lauper           | 4       | 4       | 4       | 4       | 4       | 4       | 4       | 4       | 4       | 4       | 4       | 4       | 4       | 4       | 4       | 4       | 4       | 4       | 4       | 4       | 4       | 4       | 4       | 4       | 4       | 4       | 4       | 4       | 4       | 4       | 4       | 4       | 4       | 4       | 4       | 4       | 4       | 4       | 4       | 4       | 4       | 4       | 4       | 4       | 4       | 4       | 4       | 4       | 4       | 4       | 4       | 4       | 4       | 4       | 4       | 4       | 4       | 4       | 4       | 4       | 4       | 4       | 4       | 4       | 4       | 4       | 4       | 4       | 4       | 4       | 4       | 4       | 4       | 4       | 4       | 4       | 4       | 4       | 4       | 4       | 4       | 4       | 4       | 4       | 4       | 4       | 4       | 4       | 4       | 4       | 4       | 4       | 4       | 4       | 4       | 4       | 4       | 4       | 4       | 4       | Safe       | Safe       | Safe       | Safe       | Safe       | Safe       | Safe       | Safe       | Safe       | Safe       | Safe       | Safe       | Safe       | Safe       | Safe       | Safe       | Safe       | Safe       | Safe       | Safe       | Safe       | Safe       | Safe       | Safe       | Safe       | Safe       | Safe       | Safe       | Safe       | Safe       | Safe       | Safe       | Safe       | Safe       | Safe       | Safe       | Safe       | Safe       | Safe       | Safe       | Safe       | Safe       | Safe       | Safe       | Safe       | Safe       | Safe       | Safe       | Safe       | Safe       | Safe       | Safe       | Safe       | Safe       | Safe       | Safe       | Safe       | Safe       | Safe       | Safe       | Safe       | Safe       | Safe       | Safe       | Safe       | Safe       | Safe       | Safe       | Safe       | Safe       | Safe       | Safe       | Safe       | Safe       | Safe       | Safe       | Safe       | Safe       | Safe       | Safe       | Safe       | Safe       | Safe       | Safe       | Safe       | Safe       | Safe       | Safe       | Safe       | Safe       | Safe       | Safe       | Safe       | Safe       | Safe       | Safe       | Safe       | Safe       | Safe       | Safe       |
| Top 12            | Top 12            | Top 12            | Top 12            | Top 12            | Top 12            | Top 12            | Top 12            | Top 12            | Top 12            | Top 12            | Top 12            | Top 12            | Top 12            | Top 12            | Top 12            | Top 12            | Top 12            | Top 12            | Top 12            | Top 12            | Top 12            | Top 12            | Top 12            | Top 12            | Top 12            | Top 12            | Top 12            | Top 12            | Top 12            | Top 12            | Top 12            | Top 12            | Top 12            | Top 12            | Top 12            | Top 12            | Top 12            | Top 12            | Top 12            | Top 12            | Top 12            | Top 12            | Top 12            | Top 12            | Top 12            | Top 12            | Top 12            | Top 12            | Top 12            | Top 12            | Top 12            | Top 12            | Top 12            | Top 12            | Top 12            | Top 12            | Top 12            | Top 12            | Top 12            | Top 12            | Top 12            | Top 12            | Top 12            | Top 12            | Top 12            | Top 12            | Top 12            | Top 12            | Top 12            | Top 12            | Top 12            | Top 12            | Top 12            | Top 12            | Top 12            | Top 12            | Top 12            | Top 12            | Top 12            | Top 12            | Top 12            | Top 12            | Top 12            | Top 12            | Top 12            | Top 12            | Top 12            | Top 12            | Top 12            | Top 12            | Top 12            | Top 12            | Top 12            | Top 12            | Top 12            | Top 12            | Top 12            | Top 12            | Top 12            | Lennon–McCartney    | Lennon–McCartney    | Lennon–McCartney    | Lennon–McCartney    | Lennon–McCartney    | Lennon–McCartney    | Lennon–McCartney    | Lennon–McCartney    | Lennon–McCartney    | Lennon–McCartney    | Lennon–McCartney    | Lennon–McCartney    | Lennon–McCartney    | Lennon–McCartney    | Lennon–McCartney    | Lennon–McCartney    | Lennon–McCartney    | Lennon–McCartney    | Lennon–McCartney    | Lennon–McCartney    | Lennon–McCartney    | Lennon–McCartney    | Lennon–McCartney    | Lennon–McCartney    | Lennon–McCartney    | Lennon–McCartney    | Lennon–McCartney    | Lennon–McCartney    | Lennon–McCartney    | Lennon–McCartney    | Lennon–McCartney    | Lennon–McCartney    | Lennon–McCartney    | Lennon–McCartney    | Lennon–McCartney    | Lennon–McCartney    | Lennon–McCartney    | Lennon–McCartney    | Lennon–McCartney    | Lennon–McCartney    | Lennon–McCartney    | Lennon–McCartney    | Lennon–McCartney    | Lennon–McCartney    | Lennon–McCartney    | Lennon–McCartney    | Lennon–McCartney    | Lennon–McCartney    | Lennon–McCartney    | Lennon–McCartney    | Lennon–McCartney    | Lennon–McCartney    | Lennon–McCartney    | Lennon–McCartney    | Lennon–McCartney    | Lennon–McCartney    | Lennon–McCartney    | Lennon–McCartney    | Lennon–McCartney    | Lennon–McCartney    | Lennon–McCartney    | Lennon–McCartney    | Lennon–McCartney    | Lennon–McCartney    | Lennon–McCartney    | Lennon–McCartney    | Lennon–McCartney    | Lennon–McCartney    | Lennon–McCartney    | Lennon–McCartney    | Lennon–McCartney    | Lennon–McCartney    | Lennon–McCartney    | Lennon–McCartney    | Lennon–McCartney    | Lennon–McCartney    | Lennon–McCartney    | Lennon–McCartney    | Lennon–McCartney    | Lennon–McCartney    | Lennon–McCartney    | Lennon–McCartney    | Lennon–McCartney    | Lennon–McCartney    | Lennon–McCartney    | Lennon–McCartney    | Lennon–McCartney    | Lennon–McCartney    | Lennon–McCartney    | Lennon–McCartney    | Lennon–McCartney    | Lennon–McCartney    | Lennon–McCartney    | Lennon–McCartney    | Lennon–McCartney    | Lennon–McCartney    | Lennon–McCartney    | Lennon–McCartney    | Lennon–McCartney    | Lennon–McCartney    | "Come Together"              | "Come Together"              | "Come Together"              | "Come Together"              | "Come Together"              | "Come Together"              | "Come Together"              | "Come Together"              | "Come Together"              | "Come Together"              | "Come Together"              | "Come Together"              | "Come Together"              | "Come Together"              | "Come Together"              | "Come Together"              | "Come Together"              | "Come Together"              | "Come Together"              | "Come Together"              | "Come Together"              | "Come Together"              | "Come Together"              | "Come Together"              | "Come Together"              | "Come Together"              | "Come Together"              | "Come Together"              | "Come Together"              | "Come Together"              | "Come Together"              | "Come Together"              | "Come Together"              | "Come Together"              | "Come Together"              | "Come Together"              | "Come Together"              | "Come Together"              | "Come Together"              | "Come Together"              | "Come Together"              | "Come Together"              | "Come Together"              | "Come Together"              | "Come Together"              | "Come Together"              | "Come Together"              | "Come Together"              | "Come Together"              | "Come Together"              | "Come Together"              | "Come Together"              | "Come Together"              | "Come Together"              | "Come Together"              | "Come Together"              | "Come Together"              | "Come Together"              | "Come Together"              | "Come Together"              | "Come Together"              | "Come Together"              | "Come Together"              | "Come Together"              | "Come Together"              | "Come Together"              | "Come Together"              | "Come Together"              | "Come Together"              | "Come Together"              | "Come Together"              | "Come Together"              | "Come Together"              | "Come Together"              | "Come Together"              | "Come Together"              | "Come Together"              | "Come Together"              | "Come Together"              | "Come Together"              | "Come Together"              | "Come Together"              | "Come Together"              | "Come Together"              | "Come Together"              | "Come Together"              | "Come Together"              | "Come Together"              | "Come Together"              | "Come Together"              | "Come Together"              | "Come Together"              | "Come Together"              | "Come Together"              | "Come Together"              | "Come Together"              | "Come Together"              | "Come Together"              | "Come Together"              | "Come Together"              | The Beatles            | The Beatles            | The Beatles            | The Beatles            | The Beatles            | The Beatles            | The Beatles            | The Beatles            | The Beatles            | The Beatles            | The Beatles            | The Beatles            | The Beatles            | The Beatles            | The Beatles            | The Beatles            | The Beatles            | The Beatles            | The Beatles            | The Beatles            | The Beatles            | The Beatles            | The Beatles            | The Beatles            | The Beatles            | The Beatles            | The Beatles            | The Beatles            | The Beatles            | The Beatles            | The Beatles            | The Beatles            | The Beatles            | The Beatles            | The Beatles            | The Beatles            | The Beatles            | The Beatles            | The Beatles            | The Beatles            | The Beatles            | The Beatles            | The Beatles            | The Beatles            | The Beatles            | The Beatles            | The Beatles            | The Beatles            | The Beatles            | The Beatles            | The Beatles            | The Beatles            | The Beatles            | The Beatles            | The Beatles            | The Beatles            | The Beatles            | The Beatles            | The Beatles            | The Beatles            | The Beatles            | The Beatles            | The Beatles            | The Beatles            | The Beatles            | The Beatles            | The Beatles            | The Beatles            | The Beatles            | The Beatles            | The Beatles            | The Beatles            | The Beatles            | The Beatles            | The Beatles            | The Beatles            | The Beatles            | The Beatles            | The Beatles            | The Beatles            | The Beatles            | The Beatles            | The Beatles            | The Beatles            | The Beatles            | The Beatles            | The Beatles            | The Beatles            | The Beatles            | The Beatles            | The Beatles            | The Beatles            | The Beatles            | The Beatles            | The Beatles            | The Beatles            | The Beatles            | The Beatles            | The Beatles            | The Beatles            | 5       | 5       | 5       | 5       | 5       | 5       | 5       | 5       | 5       | 5       | 5       | 5       | 5       | 5       | 5       | 5       | 5       | 5       | 5       | 5       | 5       | 5       | 5       | 5       | 5       | 5       | 5       | 5       | 5       | 5       | 5       | 5       | 5       | 5       | 5       | 5       | 5       | 5       | 5       | 5       | 5       | 5       | 5       | 5       | 5       | 5       | 5       | 5       | 5       | 5       | 5       | 5       | 5       | 5       | 5       | 5       | 5       | 5       | 5       | 5       | 5       | 5       | 5       | 5       | 5       | 5       | 5       | 5       | 5       | 5       | 5       | 5       | 5       | 5       | 5       | 5       | 5       | 5       | 5       | 5       | 5       | 5       | 5       | 5       | 5       | 5       | 5       | 5       | 5       | 5       | 5       | 5       | 5       | 5       | 5       | 5       | 5       | 5       | 5       | 5       | Safe       | Safe       | Safe       | Safe       | Safe       | Safe       | Safe       | Safe       | Safe       | Safe       | Safe       | Safe       | Safe       | Safe       | Safe       | Safe       | Safe       | Safe       | Safe       | Safe       | Safe       | Safe       | Safe       | Safe       | Safe       | Safe       | Safe       | Safe       | Safe       | Safe       | Safe       | Safe       | Safe       | Safe       | Safe       | Safe       | Safe       | Safe       | Safe       | Safe       | Safe       | Safe       | Safe       | Safe       | Safe       | Safe       | Safe       | Safe       | Safe       | Safe       | Safe       | Safe       | Safe       | Safe       | Safe       | Safe       | Safe       | Safe       | Safe       | Safe       | Safe       | Safe       | Safe       | Safe       | Safe       | Safe       | Safe       | Safe       | Safe       | Safe       | Safe       | Safe       | Safe       | Safe       | Safe       | Safe       | Safe       | Safe       | Safe       | Safe       | Safe       | Safe       | Safe       | Safe       | Safe       | Safe       | Safe       | Safe       | Safe       | Safe       | Safe       | Safe       | Safe       | Safe       | Safe       | Safe       | Safe       | Safe       | Safe       | Safe       |
| Top 11            | Top 11            | Top 11            | Top 11            | Top 11            | Top 11            | Top 11            | Top 11            | Top 11            | Top 11            | Top 11            | Top 11            | Top 11            | Top 11            | Top 11            | Top 11            | Top 11            | Top 11            | Top 11            | Top 11            | Top 11            | Top 11            | Top 11            | Top 11            | Top 11            | Top 11            | Top 11            | Top 11            | Top 11            | Top 11            | Top 11            | Top 11            | Top 11            | Top 11            | Top 11            | Top 11            | Top 11            | Top 11            | Top 11            | Top 11            | Top 11            | Top 11            | Top 11            | Top 11            | Top 11            | Top 11            | Top 11            | Top 11            | Top 11            | Top 11            | Top 11            | Top 11            | Top 11            | Top 11            | Top 11            | Top 11            | Top 11            | Top 11            | Top 11            | Top 11            | Top 11            | Top 11            | Top 11            | Top 11            | Top 11            | Top 11            | Top 11            | Top 11            | Top 11            | Top 11            | Top 11            | Top 11            | Top 11            | Top 11            | Top 11            | Top 11            | Top 11            | Top 11            | Top 11            | Top 11            | Top 11            | Top 11            | Top 11            | Top 11            | Top 11            | Top 11            | Top 11            | Top 11            | Top 11            | Top 11            | Top 11            | Top 11            | Top 11            | Top 11            | Top 11            | Top 11            | Top 11            | Top 11            | Top 11            | Top 11            | The Beatles         | The Beatles         | The Beatles         | The Beatles         | The Beatles         | The Beatles         | The Beatles         | The Beatles         | The Beatles         | The Beatles         | The Beatles         | The Beatles         | The Beatles         | The Beatles         | The Beatles         | The Beatles         | The Beatles         | The Beatles         | The Beatles         | The Beatles         | The Beatles         | The Beatles         | The Beatles         | The Beatles         | The Beatles         | The Beatles         | The Beatles         | The Beatles         | The Beatles         | The Beatles         | The Beatles         | The Beatles         | The Beatles         | The Beatles         | The Beatles         | The Beatles         | The Beatles         | The Beatles         | The Beatles         | The Beatles         | The Beatles         | The Beatles         | The Beatles         | The Beatles         | The Beatles         | The Beatles         | The Beatles         | The Beatles         | The Beatles         | The Beatles         | The Beatles         | The Beatles         | The Beatles         | The Beatles         | The Beatles         | The Beatles         | The Beatles         | The Beatles         | The Beatles         | The Beatles         | The Beatles         | The Beatles         | The Beatles         | The Beatles         | The Beatles         | The Beatles         | The Beatles         | The Beatles         | The Beatles         | The Beatles         | The Beatles         | The Beatles         | The Beatles         | The Beatles         | The Beatles         | The Beatles         | The Beatles         | The Beatles         | The Beatles         | The Beatles         | The Beatles         | The Beatles         | The Beatles         | The Beatles         | The Beatles         | The Beatles         | The Beatles         | The Beatles         | The Beatles         | The Beatles         | The Beatles         | The Beatles         | The Beatles         | The Beatles         | The Beatles         | The Beatles         | The Beatles         | The Beatles         | The Beatles         | The Beatles         | "Blackbird"                  | "Blackbird"                  | "Blackbird"                  | "Blackbird"                  | "Blackbird"                  | "Blackbird"                  | "Blackbird"                  | "Blackbird"                  | "Blackbird"                  | "Blackbird"                  | "Blackbird"                  | "Blackbird"                  | "Blackbird"                  | "Blackbird"                  | "Blackbird"                  | "Blackbird"                  | "Blackbird"                  | "Blackbird"                  | "Blackbird"                  | "Blackbird"                  | "Blackbird"                  | "Blackbird"                  | "Blackbird"                  | "Blackbird"                  | "Blackbird"                  | "Blackbird"                  | "Blackbird"                  | "Blackbird"                  | "Blackbird"                  | "Blackbird"                  | "Blackbird"                  | "Blackbird"                  | "Blackbird"                  | "Blackbird"                  | "Blackbird"                  | "Blackbird"                  | "Blackbird"                  | "Blackbird"                  | "Blackbird"                  | "Blackbird"                  | "Blackbird"                  | "Blackbird"                  | "Blackbird"                  | "Blackbird"                  | "Blackbird"                  | "Blackbird"                  | "Blackbird"                  | "Blackbird"                  | "Blackbird"                  | "Blackbird"                  | "Blackbird"                  | "Blackbird"                  | "Blackbird"                  | "Blackbird"                  | "Blackbird"                  | "Blackbird"                  | "Blackbird"                  | "Blackbird"                  | "Blackbird"                  | "Blackbird"                  | "Blackbird"                  | "Blackbird"                  | "Blackbird"                  | "Blackbird"                  | "Blackbird"                  | "Blackbird"                  | "Blackbird"                  | "Blackbird"                  | "Blackbird"                  | "Blackbird"                  | "Blackbird"                  | "Blackbird"                  | "Blackbird"                  | "Blackbird"                  | "Blackbird"                  | "Blackbird"                  | "Blackbird"                  | "Blackbird"                  | "Blackbird"                  | "Blackbird"                  | "Blackbird"                  | "Blackbird"                  | "Blackbird"                  | "Blackbird"                  | "Blackbird"                  | "Blackbird"                  | "Blackbird"                  | "Blackbird"                  | "Blackbird"                  | "Blackbird"                  | "Blackbird"                  | "Blackbird"                  | "Blackbird"                  | "Blackbird"                  | "Blackbird"                  | "Blackbird"                  | "Blackbird"                  | "Blackbird"                  | "Blackbird"                  | "Blackbird"                  | The Beatles            | The Beatles            | The Beatles            | The Beatles            | The Beatles            | The Beatles            | The Beatles            | The Beatles            | The Beatles            | The Beatles            | The Beatles            | The Beatles            | The Beatles            | The Beatles            | The Beatles            | The Beatles            | The Beatles            | The Beatles            | The Beatles            | The Beatles            | The Beatles            | The Beatles            | The Beatles            | The Beatles            | The Beatles            | The Beatles            | The Beatles            | The Beatles            | The Beatles            | The Beatles            | The Beatles            | The Beatles            | The Beatles            | The Beatles            | The Beatles            | The Beatles            | The Beatles            | The Beatles            | The Beatles            | The Beatles            | The Beatles            | The Beatles            | The Beatles            | The Beatles            | The Beatles            | The Beatles            | The Beatles            | The Beatles            | The Beatles            | The Beatles            | The Beatles            | The Beatles            | The Beatles            | The Beatles            | The Beatles            | The Beatles            | The Beatles            | The Beatles            | The Beatles            | The Beatles            | The Beatles            | The Beatles            | The Beatles            | The Beatles            | The Beatles            | The Beatles            | The Beatles            | The Beatles            | The Beatles            | The Beatles            | The Beatles            | The Beatles            | The Beatles            | The Beatles            | The Beatles            | The Beatles            | The Beatles            | The Beatles            | The Beatles            | The Beatles            | The Beatles            | The Beatles            | The Beatles            | The Beatles            | The Beatles            | The Beatles            | The Beatles            | The Beatles            | The Beatles            | The Beatles            | The Beatles            | The Beatles            | The Beatles            | The Beatles            | The Beatles            | The Beatles            | The Beatles            | The Beatles            | The Beatles            | The Beatles            | 7       | 7       | 7       | 7       | 7       | 7       | 7       | 7       | 7       | 7       | 7       | 7       | 7       | 7       | 7       | 7       | 7       | 7       | 7       | 7       | 7       | 7       | 7       | 7       | 7       | 7       | 7       | 7       | 7       | 7       | 7       | 7       | 7       | 7       | 7       | 7       | 7       | 7       | 7       | 7       | 7       | 7       | 7       | 7       | 7       | 7       | 7       | 7       | 7       | 7       | 7       | 7       | 7       | 7       | 7       | 7       | 7       | 7       | 7       | 7       | 7       | 7       | 7       | 7       | 7       | 7       | 7       | 7       | 7       | 7       | 7       | 7       | 7       | 7       | 7       | 7       | 7       | 7       | 7       | 7       | 7       | 7       | 7       | 7       | 7       | 7       | 7       | 7       | 7       | 7       | 7       | 7       | 7       | 7       | 7       | 7       | 7       | 7       | 7       | 7       | Bottom 3   | Bottom 3   | Bottom 3   | Bottom 3   | Bottom 3   | Bottom 3   | Bottom 3   | Bottom 3   | Bottom 3   | Bottom 3   | Bottom 3   | Bottom 3   | Bottom 3   | Bottom 3   | Bottom 3   | Bottom 3   | Bottom 3   | Bottom 3   | Bottom 3   | Bottom 3   | Bottom 3   | Bottom 3   | Bottom 3   | Bottom 3   | Bottom 3   | Bottom 3   | Bottom 3   | Bottom 3   | Bottom 3   | Bottom 3   | Bottom 3   | Bottom 3   | Bottom 3   | Bottom 3   | Bottom 3   | Bottom 3   | Bottom 3   | Bottom 3   | Bottom 3   | Bottom 3   | Bottom 3   | Bottom 3   | Bottom 3   | Bottom 3   | Bottom 3   | Bottom 3   | Bottom 3   | Bottom 3   | Bottom 3   | Bottom 3   | Bottom 3   | Bottom 3   | Bottom 3   | Bottom 3   | Bottom 3   | Bottom 3   | Bottom 3   | Bottom 3   | Bottom 3   | Bottom 3   | Bottom 3   | Bottom 3   | Bottom 3   | Bottom 3   | Bottom 3   | Bottom 3   | Bottom 3   | Bottom 3   | Bottom 3   | Bottom 3   | Bottom 3   | Bottom 3   | Bottom 3   | Bottom 3   | Bottom 3   | Bottom 3   | Bottom 3   | Bottom 3   | Bottom 3   | Bottom 3   | Bottom 3   | Bottom 3   | Bottom 3   | Bottom 3   | Bottom 3   | Bottom 3   | Bottom 3   | Bottom 3   | Bottom 3   | Bottom 3   | Bottom 3   | Bottom 3   | Bottom 3   | Bottom 3   | Bottom 3   | Bottom 3   | Bottom 3   | Bottom 3   | Bottom 3   | Bottom 3   |
| Top 10            | Top 10            | Top 10            | Top 10            | Top 10            | Top 10            | Top 10            | Top 10            | Top 10            | Top 10            | Top 10            | Top 10            | Top 10            | Top 10            | Top 10            | Top 10            | Top 10            | Top 10            | Top 10            | Top 10            | Top 10            | Top 10            | Top 10            | Top 10            | Top 10            | Top 10            | Top 10            | Top 10            | Top 10            | Top 10            | Top 10            | Top 10            | Top 10            | Top 10            | Top 10            | Top 10            | Top 10            | Top 10            | Top 10            | Top 10            | Top 10            | Top 10            | Top 10            | Top 10            | Top 10            | Top 10            | Top 10            | Top 10            | Top 10            | Top 10            | Top 10            | Top 10            | Top 10            | Top 10            | Top 10            | Top 10            | Top 10            | Top 10            | Top 10            | Top 10            | Top 10            | Top 10            | Top 10            | Top 10            | Top 10            | Top 10            | Top 10            | Top 10            | Top 10            | Top 10            | Top 10            | Top 10            | Top 10            | Top 10            | Top 10            | Top 10            | Top 10            | Top 10            | Top 10            | Top 10            | Top 10            | Top 10            | Top 10            | Top 10            | Top 10            | Top 10            | Top 10            | Top 10            | Top 10            | Top 10            | Top 10            | Top 10            | Top 10            | Top 10            | Top 10            | Top 10            | Top 10            | Top 10            | Top 10            | Top 10            | Year They Were Born | Year They Were Born | Year They Were Born | Year They Were Born | Year They Were Born | Year They Were Born | Year They Were Born | Year They Were Born | Year They Were Born | Year They Were Born | Year They Were Born | Year They Were Born | Year They Were Born | Year They Were Born | Year They Were Born | Year They Were Born | Year They Were Born | Year They Were Born | Year They Were Born | Year They Were Born | Year They Were Born | Year They Were Born | Year They Were Born | Year They Were Born | Year They Were Born | Year They Were Born | Year They Were Born | Year They Were Born | Year They Were Born | Year They Were Born | Year They Were Born | Year They Were Born | Year They Were Born | Year They Were Born | Year They Were Born | Year They Were Born | Year They Were Born | Year They Were Born | Year They Were Born | Year They Were Born | Year They Were Born | Year They Were Born | Year They Were Born | Year They Were Born | Year They Were Born | Year They Were Born | Year They Were Born | Year They Were Born | Year They Were Born | Year They Were Born | Year They Were Born | Year They Were Born | Year They Were Born | Year They Were Born | Year They Were Born | Year They Were Born | Year They Were Born | Year They Were Born | Year They Were Born | Year They Were Born | Year They Were Born | Year They Were Born | Year They Were Born | Year They Were Born | Year They Were Born | Year They Were Born | Year They Were Born | Year They Were Born | Year They Were Born | Year They Were Born | Year They Were Born | Year They Were Born | Year They Were Born | Year They Were Born | Year They Were Born | Year They Were Born | Year They Were Born | Year They Were Born | Year They Were Born | Year They Were Born | Year They Were Born | Year They Were Born | Year They Were Born | Year They Were Born | Year They Were Born | Year They Were Born | Year They Were Born | Year They Were Born | Year They Were Born | Year They Were Born | Year They Were Born | Year They Were Born | Year They Were Born | Year They Were Born | Year They Were Born | Year They Were Born | Year They Were Born | Year They Were Born | Year They Were Born | Year They Were Born | "Total Eclipse of the Heart" | "Total Eclipse of the Heart" | "Total Eclipse of the Heart" | "Total Eclipse of the Heart" | "Total Eclipse of the Heart" | "Total Eclipse of the Heart" | "Total Eclipse of the Heart" | "Total Eclipse of the Heart" | "Total Eclipse of the Heart" | "Total Eclipse of the Heart" | "Total Eclipse of the Heart" | "Total Eclipse of the Heart" | "Total Eclipse of the Heart" | "Total Eclipse of the Heart" | "Total Eclipse of the Heart" | "Total Eclipse of the Heart" | "Total Eclipse of the Heart" | "Total Eclipse of the Heart" | "Total Eclipse of the Heart" | "Total Eclipse of the Heart" | "Total Eclipse of the Heart" | "Total Eclipse of the Heart" | "Total Eclipse of the Heart" | "Total Eclipse of the Heart" | "Total Eclipse of the Heart" | "Total Eclipse of the Heart" | "Total Eclipse of the Heart" | "Total Eclipse of the Heart" | "Total Eclipse of the Heart" | "Total Eclipse of the Heart" | "Total Eclipse of the Heart" | "Total Eclipse of the Heart" | "Total Eclipse of the Heart" | "Total Eclipse of the Heart" | "Total Eclipse of the Heart" | "Total Eclipse of the Heart" | "Total Eclipse of the Heart" | "Total Eclipse of the Heart" | "Total Eclipse of the Heart" | "Total Eclipse of the Heart" | "Total Eclipse of the Heart" | "Total Eclipse of the Heart" | "Total Eclipse of the Heart" | "Total Eclipse of the Heart" | "Total Eclipse of the Heart" | "Total Eclipse of the Heart" | "Total Eclipse of the Heart" | "Total Eclipse of the Heart" | "Total Eclipse of the Heart" | "Total Eclipse of the Heart" | "Total Eclipse of the Heart" | "Total Eclipse of the Heart" | "Total Eclipse of the Heart" | "Total Eclipse of the Heart" | "Total Eclipse of the Heart" | "Total Eclipse of the Heart" | "Total Eclipse of the Heart" | "Total Eclipse of the Heart" | "Total Eclipse of the Heart" | "Total Eclipse of the Heart" | "Total Eclipse of the Heart" | "Total Eclipse of the Heart" | "Total Eclipse of the Heart" | "Total Eclipse of the Heart" | "Total Eclipse of the Heart" | "Total Eclipse of the Heart" | "Total Eclipse of the Heart" | "Total Eclipse of the Heart" | "Total Eclipse of the Heart" | "Total Eclipse of the Heart" | "Total Eclipse of the Heart" | "Total Eclipse of the Heart" | "Total Eclipse of the Heart" | "Total Eclipse of the Heart" | "Total Eclipse of the Heart" | "Total Eclipse of the Heart" | "Total Eclipse of the Heart" | "Total Eclipse of the Heart" | "Total Eclipse of the Heart" | "Total Eclipse of the Heart" | "Total Eclipse of the Heart" | "Total Eclipse of the Heart" | "Total Eclipse of the Heart" | "Total Eclipse of the Heart" | "Total Eclipse of the Heart" | "Total Eclipse of the Heart" | "Total Eclipse of the Heart" | "Total Eclipse of the Heart" | "Total Eclipse of the Heart" | "Total Eclipse of the Heart" | "Total Eclipse of the Heart" | "Total Eclipse of the Heart" | "Total Eclipse of the Heart" | "Total Eclipse of the Heart" | "Total Eclipse of the Heart" | "Total Eclipse of the Heart" | "Total Eclipse of the Heart" | "Total Eclipse of the Heart" | "Total Eclipse of the Heart" | "Total Eclipse of the Heart" | Bonnie Tyler           | Bonnie Tyler           | Bonnie Tyler           | Bonnie Tyler           | Bonnie Tyler           | Bonnie Tyler           | Bonnie Tyler           | Bonnie Tyler           | Bonnie Tyler           | Bonnie Tyler           | Bonnie Tyler           | Bonnie Tyler           | Bonnie Tyler           | Bonnie Tyler           | Bonnie Tyler           | Bonnie Tyler           | Bonnie Tyler           | Bonnie Tyler           | Bonnie Tyler           | Bonnie Tyler           | Bonnie Tyler           | Bonnie Tyler           | Bonnie Tyler           | Bonnie Tyler           | Bonnie Tyler           | Bonnie Tyler           | Bonnie Tyler           | Bonnie Tyler           | Bonnie Tyler           | Bonnie Tyler           | Bonnie Tyler           | Bonnie Tyler           | Bonnie Tyler           | Bonnie Tyler           | Bonnie Tyler           | Bonnie Tyler           | Bonnie Tyler           | Bonnie Tyler           | Bonnie Tyler           | Bonnie Tyler           | Bonnie Tyler           | Bonnie Tyler           | Bonnie Tyler           | Bonnie Tyler           | Bonnie Tyler           | Bonnie Tyler           | Bonnie Tyler           | Bonnie Tyler           | Bonnie Tyler           | Bonnie Tyler           | Bonnie Tyler           | Bonnie Tyler           | Bonnie Tyler           | Bonnie Tyler           | Bonnie Tyler           | Bonnie Tyler           | Bonnie Tyler           | Bonnie Tyler           | Bonnie Tyler           | Bonnie Tyler           | Bonnie Tyler           | Bonnie Tyler           | Bonnie Tyler           | Bonnie Tyler           | Bonnie Tyler           | Bonnie Tyler           | Bonnie Tyler           | Bonnie Tyler           | Bonnie Tyler           | Bonnie Tyler           | Bonnie Tyler           | Bonnie Tyler           | Bonnie Tyler           | Bonnie Tyler           | Bonnie Tyler           | Bonnie Tyler           | Bonnie Tyler           | Bonnie Tyler           | Bonnie Tyler           | Bonnie Tyler           | Bonnie Tyler           | Bonnie Tyler           | Bonnie Tyler           | Bonnie Tyler           | Bonnie Tyler           | Bonnie Tyler           | Bonnie Tyler           | Bonnie Tyler           | Bonnie Tyler           | Bonnie Tyler           | Bonnie Tyler           | Bonnie Tyler           | Bonnie Tyler           | Bonnie Tyler           | Bonnie Tyler           | Bonnie Tyler           | Bonnie Tyler           | Bonnie Tyler           | Bonnie Tyler           | Bonnie Tyler           | 7       | 7       | 7       | 7       | 7       | 7       | 7       | 7       | 7       | 7       | 7       | 7       | 7       | 7       | 7       | 7       | 7       | 7       | 7       | 7       | 7       | 7       | 7       | 7       | 7       | 7       | 7       | 7       | 7       | 7       | 7       | 7       | 7       | 7       | 7       | 7       | 7       | 7       | 7       | 7       | 7       | 7       | 7       | 7       | 7       | 7       | 7       | 7       | 7       | 7       | 7       | 7       | 7       | 7       | 7       | 7       | 7       | 7       | 7       | 7       | 7       | 7       | 7       | 7       | 7       | 7       | 7       | 7       | 7       | 7       | 7       | 7       | 7       | 7       | 7       | 7       | 7       | 7       | 7       | 7       | 7       | 7       | 7       | 7       | 7       | 7       | 7       | 7       | 7       | 7       | 7       | 7       | 7       | 7       | 7       | 7       | 7       | 7       | 7       | 7       | Safe       | Safe       | Safe       | Safe       | Safe       | Safe       | Safe       | Safe       | Safe       | Safe       | Safe       | Safe       | Safe       | Safe       | Safe       | Safe       | Safe       | Safe       | Safe       | Safe       | Safe       | Safe       | Safe       | Safe       | Safe       | Safe       | Safe       | Safe       | Safe       | Safe       | Safe       | Safe       | Safe       | Safe       | Safe       | Safe       | Safe       | Safe       | Safe       | Safe       | Safe       | Safe       | Safe       | Safe       | Safe       | Safe       | Safe       | Safe       | Safe       | Safe       | Safe       | Safe       | Safe       | Safe       | Safe       | Safe       | Safe       | Safe       | Safe       | Safe       | Safe       | Safe       | Safe       | Safe       | Safe       | Safe       | Safe       | Safe       | Safe       | Safe       | Safe       | Safe       | Safe       | Safe       | Safe       | Safe       | Safe       | Safe       | Safe       | Safe       | Safe       | Safe       | Safe       | Safe       | Safe       | Safe       | Safe       | Safe       | Safe       | Safe       | Safe       | Safe       | Safe       | Safe       | Safe       | Safe       | Safe       | Safe       | Safe       | Safe       |
| Top 9             | Top 9             | Top 9             | Top 9             | Top 9             | Top 9             | Top 9             | Top 9             | Top 9             | Top 9             | Top 9             | Top 9             | Top 9             | Top 9             | Top 9             | Top 9             | Top 9             | Top 9             | Top 9             | Top 9             | Top 9             | Top 9             | Top 9             | Top 9             | Top 9             | Top 9             | Top 9             | Top 9             | Top 9             | Top 9             | Top 9             | Top 9             | Top 9             | Top 9             | Top 9             | Top 9             | Top 9             | Top 9             | Top 9             | Top 9             | Top 9             | Top 9             | Top 9             | Top 9             | Top 9             | Top 9             | Top 9             | Top 9             | Top 9             | Top 9             | Top 9             | Top 9             | Top 9             | Top 9             | Top 9             | Top 9             | Top 9             | Top 9             | Top 9             | Top 9             | Top 9             | Top 9             | Top 9             | Top 9             | Top 9             | Top 9             | Top 9             | Top 9             | Top 9             | Top 9             | Top 9             | Top 9             | Top 9             | Top 9             | Top 9             | Top 9             | Top 9             | Top 9             | Top 9             | Top 9             | Top 9             | Top 9             | Top 9             | Top 9             | Top 9             | Top 9             | Top 9             | Top 9             | Top 9             | Top 9             | Top 9             | Top 9             | Top 9             | Top 9             | Top 9             | Top 9             | Top 9             | Top 9             | Top 9             | Top 9             | Dolly Parton        | Dolly Parton        | Dolly Parton        | Dolly Parton        | Dolly Parton        | Dolly Parton        | Dolly Parton        | Dolly Parton        | Dolly Parton        | Dolly Parton        | Dolly Parton        | Dolly Parton        | Dolly Parton        | Dolly Parton        | Dolly Parton        | Dolly Parton        | Dolly Parton        | Dolly Parton        | Dolly Parton        | Dolly Parton        | Dolly Parton        | Dolly Parton        | Dolly Parton        | Dolly Parton        | Dolly Parton        | Dolly Parton        | Dolly Parton        | Dolly Parton        | Dolly Parton        | Dolly Parton        | Dolly Parton        | Dolly Parton        | Dolly Parton        | Dolly Parton        | Dolly Parton        | Dolly Parton        | Dolly Parton        | Dolly Parton        | Dolly Parton        | Dolly Parton        | Dolly Parton        | Dolly Parton        | Dolly Parton        | Dolly Parton        | Dolly Parton        | Dolly Parton        | Dolly Parton        | Dolly Parton        | Dolly Parton        | Dolly Parton        | Dolly Parton        | Dolly Parton        | Dolly Parton        | Dolly Parton        | Dolly Parton        | Dolly Parton        | Dolly Parton        | Dolly Parton        | Dolly Parton        | Dolly Parton        | Dolly Parton        | Dolly Parton        | Dolly Parton        | Dolly Parton        | Dolly Parton        | Dolly Parton        | Dolly Parton        | Dolly Parton        | Dolly Parton        | Dolly Parton        | Dolly Parton        | Dolly Parton        | Dolly Parton        | Dolly Parton        | Dolly Parton        | Dolly Parton        | Dolly Parton        | Dolly Parton        | Dolly Parton        | Dolly Parton        | Dolly Parton        | Dolly Parton        | Dolly Parton        | Dolly Parton        | Dolly Parton        | Dolly Parton        | Dolly Parton        | Dolly Parton        | Dolly Parton        | Dolly Parton        | Dolly Parton        | Dolly Parton        | Dolly Parton        | Dolly Parton        | Dolly Parton        | Dolly Parton        | Dolly Parton        | Dolly Parton        | Dolly Parton        | Dolly Parton        | "Here You Come Again"        | "Here You Come Again"        | "Here You Come Again"        | "Here You Come Again"        | "Here You Come Again"        | "Here You Come Again"        | "Here You Come Again"        | "Here You Come Again"        | "Here You Come Again"        | "Here You Come Again"        | "Here You Come Again"        | "Here You Come Again"        | "Here You Come Again"        | "Here You Come Again"        | "Here You Come Again"        | "Here You Come Again"        | "Here You Come Again"        | "Here You Come Again"        | "Here You Come Again"        | "Here You Come Again"        | "Here You Come Again"        | "Here You Come Again"        | "Here You Come Again"        | "Here You Come Again"        | "Here You Come Again"        | "Here You Come Again"        | "Here You Come Again"        | "Here You Come Again"        | "Here You Come Again"        | "Here You Come Again"        | "Here You Come Again"        | "Here You Come Again"        | "Here You Come Again"        | "Here You Come Again"        | "Here You Come Again"        | "Here You Come Again"        | "Here You Come Again"        | "Here You Come Again"        | "Here You Come Again"        | "Here You Come Again"        | "Here You Come Again"        | "Here You Come Again"        | "Here You Come Again"        | "Here You Come Again"        | "Here You Come Again"        | "Here You Come Again"        | "Here You Come Again"        | "Here You Come Again"        | "Here You Come Again"        | "Here You Come Again"        | "Here You Come Again"        | "Here You Come Again"        | "Here You Come Again"        | "Here You Come Again"        | "Here You Come Again"        | "Here You Come Again"        | "Here You Come Again"        | "Here You Come Again"        | "Here You Come Again"        | "Here You Come Again"        | "Here You Come Again"        | "Here You Come Again"        | "Here You Come Again"        | "Here You Come Again"        | "Here You Come Again"        | "Here You Come Again"        | "Here You Come Again"        | "Here You Come Again"        | "Here You Come Again"        | "Here You Come Again"        | "Here You Come Again"        | "Here You Come Again"        | "Here You Come Again"        | "Here You Come Again"        | "Here You Come Again"        | "Here You Come Again"        | "Here You Come Again"        | "Here You Come Again"        | "Here You Come Again"        | "Here You Come Again"        | "Here You Come Again"        | "Here You Come Again"        | "Here You Come Again"        | "Here You Come Again"        | "Here You Come Again"        | "Here You Come Again"        | "Here You Come Again"        | "Here You Come Again"        | "Here You Come Again"        | "Here You Come Again"        | "Here You Come Again"        | "Here You Come Again"        | "Here You Come Again"        | "Here You Come Again"        | "Here You Come Again"        | "Here You Come Again"        | "Here You Come Again"        | "Here You Come Again"        | "Here You Come Again"        | "Here You Come Again"        | Dolly Parton           | Dolly Parton           | Dolly Parton           | Dolly Parton           | Dolly Parton           | Dolly Parton           | Dolly Parton           | Dolly Parton           | Dolly Parton           | Dolly Parton           | Dolly Parton           | Dolly Parton           | Dolly Parton           | Dolly Parton           | Dolly Parton           | Dolly Parton           | Dolly Parton           | Dolly Parton           | Dolly Parton           | Dolly Parton           | Dolly Parton           | Dolly Parton           | Dolly Parton           | Dolly Parton           | Dolly Parton           | Dolly Parton           | Dolly Parton           | Dolly Parton           | Dolly Parton           | Dolly Parton           | Dolly Parton           | Dolly Parton           | Dolly Parton           | Dolly Parton           | Dolly Parton           | Dolly Parton           | Dolly Parton           | Dolly Parton           | Dolly Parton           | Dolly Parton           | Dolly Parton           | Dolly Parton           | Dolly Parton           | Dolly Parton           | Dolly Parton           | Dolly Parton           | Dolly Parton           | Dolly Parton           | Dolly Parton           | Dolly Parton           | Dolly Parton           | Dolly Parton           | Dolly Parton           | Dolly Parton           | Dolly Parton           | Dolly Parton           | Dolly Parton           | Dolly Parton           | Dolly Parton           | Dolly Parton           | Dolly Parton           | Dolly Parton           | Dolly Parton           | Dolly Parton           | Dolly Parton           | Dolly Parton           | Dolly Parton           | Dolly Parton           | Dolly Parton           | Dolly Parton           | Dolly Parton           | Dolly Parton           | Dolly Parton           | Dolly Parton           | Dolly Parton           | Dolly Parton           | Dolly Parton           | Dolly Parton           | Dolly Parton           | Dolly Parton           | Dolly Parton           | Dolly Parton           | Dolly Parton           | Dolly Parton           | Dolly Parton           | Dolly Parton           | Dolly Parton           | Dolly Parton           | Dolly Parton           | Dolly Parton           | Dolly Parton           | Dolly Parton           | Dolly Parton           | Dolly Parton           | Dolly Parton           | Dolly Parton           | Dolly Parton           | Dolly Parton           | Dolly Parton           | Dolly Parton           | 5       | 5       | 5       | 5       | 5       | 5       | 5       | 5       | 5       | 5       | 5       | 5       | 5       | 5       | 5       | 5       | 5       | 5       | 5       | 5       | 5       | 5       | 5       | 5       | 5       | 5       | 5       | 5       | 5       | 5       | 5       | 5       | 5       | 5       | 5       | 5       | 5       | 5       | 5       | 5       | 5       | 5       | 5       | 5       | 5       | 5       | 5       | 5       | 5       | 5       | 5       | 5       | 5       | 5       | 5       | 5       | 5       | 5       | 5       | 5       | 5       | 5       | 5       | 5       | 5       | 5       | 5       | 5       | 5       | 5       | 5       | 5       | 5       | 5       | 5       | 5       | 5       | 5       | 5       | 5       | 5       | 5       | 5       | 5       | 5       | 5       | 5       | 5       | 5       | 5       | 5       | 5       | 5       | 5       | 5       | 5       | 5       | 5       | 5       | 5       | Safe       | Safe       | Safe       | Safe       | Safe       | Safe       | Safe       | Safe       | Safe       | Safe       | Safe       | Safe       | Safe       | Safe       | Safe       | Safe       | Safe       | Safe       | Safe       | Safe       | Safe       | Safe       | Safe       | Safe       | Safe       | Safe       | Safe       | Safe       | Safe       | Safe       | Safe       | Safe       | Safe       | Safe       | Safe       | Safe       | Safe       | Safe       | Safe       | Safe       | Safe       | Safe       | Safe       | Safe       | Safe       | Safe       | Safe       | Safe       | Safe       | Safe       | Safe       | Safe       | Safe       | Safe       | Safe       | Safe       | Safe       | Safe       | Safe       | Safe       | Safe       | Safe       | Safe       | Safe       | Safe       | Safe       | Safe       | Safe       | Safe       | Safe       | Safe       | Safe       | Safe       | Safe       | Safe       | Safe       | Safe       | Safe       | Safe       | Safe       | Safe       | Safe       | Safe       | Safe       | Safe       | Safe       | Safe       | Safe       | Safe       | Safe       | Safe       | Safe       | Safe       | Safe       | Safe       | Safe       | Safe       | Safe       | Safe       | Safe       |
| Top 8             | Top 8             | Top 8             | Top 8             | Top 8             | Top 8             | Top 8             | Top 8             | Top 8             | Top 8             | Top 8             | Top 8             | Top 8             | Top 8             | Top 8             | Top 8             | Top 8             | Top 8             | Top 8             | Top 8             | Top 8             | Top 8             | Top 8             | Top 8             | Top 8             | Top 8             | Top 8             | Top 8             | Top 8             | Top 8             | Top 8             | Top 8             | Top 8             | Top 8             | Top 8             | Top 8             | Top 8             | Top 8             | Top 8             | Top 8             | Top 8             | Top 8             | Top 8             | Top 8             | Top 8             | Top 8             | Top 8             | Top 8             | Top 8             | Top 8             | Top 8             | Top 8             | Top 8             | Top 8             | Top 8             | Top 8             | Top 8             | Top 8             | Top 8             | Top 8             | Top 8             | Top 8             | Top 8             | Top 8             | Top 8             | Top 8             | Top 8             | Top 8             | Top 8             | Top 8             | Top 8             | Top 8             | Top 8             | Top 8             | Top 8             | Top 8             | Top 8             | Top 8             | Top 8             | Top 8             | Top 8             | Top 8             | Top 8             | Top 8             | Top 8             | Top 8             | Top 8             | Top 8             | Top 8             | Top 8             | Top 8             | Top 8             | Top 8             | Top 8             | Top 8             | Top 8             | Top 8             | Top 8             | Top 8             | Top 8             | Inspirational Music | Inspirational Music | Inspirational Music | Inspirational Music | Inspirational Music | Inspirational Music | Inspirational Music | Inspirational Music | Inspirational Music | Inspirational Music | Inspirational Music | Inspirational Music | Inspirational Music | Inspirational Music | Inspirational Music | Inspirational Music | Inspirational Music | Inspirational Music | Inspirational Music | Inspirational Music | Inspirational Music | Inspirational Music | Inspirational Music | Inspirational Music | Inspirational Music | Inspirational Music | Inspirational Music | Inspirational Music | Inspirational Music | Inspirational Music | Inspirational Music | Inspirational Music | Inspirational Music | Inspirational Music | Inspirational Music | Inspirational Music | Inspirational Music | Inspirational Music | Inspirational Music | Inspirational Music | Inspirational Music | Inspirational Music | Inspirational Music | Inspirational Music | Inspirational Music | Inspirational Music | Inspirational Music | Inspirational Music | Inspirational Music | Inspirational Music | Inspirational Music | Inspirational Music | Inspirational Music | Inspirational Music | Inspirational Music | Inspirational Music | Inspirational Music | Inspirational Music | Inspirational Music | Inspirational Music | Inspirational Music | Inspirational Music | Inspirational Music | Inspirational Music | Inspirational Music | Inspirational Music | Inspirational Music | Inspirational Music | Inspirational Music | Inspirational Music | Inspirational Music | Inspirational Music | Inspirational Music | Inspirational Music | Inspirational Music | Inspirational Music | Inspirational Music | Inspirational Music | Inspirational Music | Inspirational Music | Inspirational Music | Inspirational Music | Inspirational Music | Inspirational Music | Inspirational Music | Inspirational Music | Inspirational Music | Inspirational Music | Inspirational Music | Inspirational Music | Inspirational Music | Inspirational Music | Inspirational Music | Inspirational Music | Inspirational Music | Inspirational Music | Inspirational Music | Inspirational Music | Inspirational Music | Inspirational Music | "The Show Must Go On"        | "The Show Must Go On"        | "The Show Must Go On"        | "The Show Must Go On"        | "The Show Must Go On"        | "The Show Must Go On"        | "The Show Must Go On"        | "The Show Must Go On"        | "The Show Must Go On"        | "The Show Must Go On"        | "The Show Must Go On"        | "The Show Must Go On"        | "The Show Must Go On"        | "The Show Must Go On"        | "The Show Must Go On"        | "The Show Must Go On"        | "The Show Must Go On"        | "The Show Must Go On"        | "The Show Must Go On"        | "The Show Must Go On"        | "The Show Must Go On"        | "The Show Must Go On"        | "The Show Must Go On"        | "The Show Must Go On"        | "The Show Must Go On"        | "The Show Must Go On"        | "The Show Must Go On"        | "The Show Must Go On"        | "The Show Must Go On"        | "The Show Must Go On"        | "The Show Must Go On"        | "The Show Must Go On"        | "The Show Must Go On"        | "The Show Must Go On"        | "The Show Must Go On"        | "The Show Must Go On"        | "The Show Must Go On"        | "The Show Must Go On"        | "The Show Must Go On"        | "The Show Must Go On"        | "The Show Must Go On"        | "The Show Must Go On"        | "The Show Must Go On"        | "The Show Must Go On"        | "The Show Must Go On"        | "The Show Must Go On"        | "The Show Must Go On"        | "The Show Must Go On"        | "The Show Must Go On"        | "The Show Must Go On"        | "The Show Must Go On"        | "The Show Must Go On"        | "The Show Must Go On"        | "The Show Must Go On"        | "The Show Must Go On"        | "The Show Must Go On"        | "The Show Must Go On"        | "The Show Must Go On"        | "The Show Must Go On"        | "The Show Must Go On"        | "The Show Must Go On"        | "The Show Must Go On"        | "The Show Must Go On"        | "The Show Must Go On"        | "The Show Must Go On"        | "The Show Must Go On"        | "The Show Must Go On"        | "The Show Must Go On"        | "The Show Must Go On"        | "The Show Must Go On"        | "The Show Must Go On"        | "The Show Must Go On"        | "The Show Must Go On"        | "The Show Must Go On"        | "The Show Must Go On"        | "The Show Must Go On"        | "The Show Must Go On"        | "The Show Must Go On"        | "The Show Must Go On"        | "The Show Must Go On"        | "The Show Must Go On"        | "The Show Must Go On"        | "The Show Must Go On"        | "The Show Must Go On"        | "The Show Must Go On"        | "The Show Must Go On"        | "The Show Must Go On"        | "The Show Must Go On"        | "The Show Must Go On"        | "The Show Must Go On"        | "The Show Must Go On"        | "The Show Must Go On"        | "The Show Must Go On"        | "The Show Must Go On"        | "The Show Must Go On"        | "The Show Must Go On"        | "The Show Must Go On"        | "The Show Must Go On"        | "The Show Must Go On"        | "The Show Must Go On"        | Queen                  | Queen                  | Queen                  | Queen                  | Queen                  | Queen                  | Queen                  | Queen                  | Queen                  | Queen                  | Queen                  | Queen                  | Queen                  | Queen                  | Queen                  | Queen                  | Queen                  | Queen                  | Queen                  | Queen                  | Queen                  | Queen                  | Queen                  | Queen                  | Queen                  | Queen                  | Queen                  | Queen                  | Queen                  | Queen                  | Queen                  | Queen                  | Queen                  | Queen                  | Queen                  | Queen                  | Queen                  | Queen                  | Queen                  | Queen                  | Queen                  | Queen                  | Queen                  | Queen                  | Queen                  | Queen                  | Queen                  | Queen                  | Queen                  | Queen                  | Queen                  | Queen                  | Queen                  | Queen                  | Queen                  | Queen                  | Queen                  | Queen                  | Queen                  | Queen                  | Queen                  | Queen                  | Queen                  | Queen                  | Queen                  | Queen                  | Queen                  | Queen                  | Queen                  | Queen                  | Queen                  | Queen                  | Queen                  | Queen                  | Queen                  | Queen                  | Queen                  | Queen                  | Queen                  | Queen                  | Queen                  | Queen                  | Queen                  | Queen                  | Queen                  | Queen                  | Queen                  | Queen                  | Queen                  | Queen                  | Queen                  | Queen                  | Queen                  | Queen                  | Queen                  | Queen                  | Queen                  | Queen                  | Queen                  | Queen                  | 6       | 6       | 6       | 6       | 6       | 6       | 6       | 6       | 6       | 6       | 6       | 6       | 6       | 6       | 6       | 6       | 6       | 6       | 6       | 6       | 6       | 6       | 6       | 6       | 6       | 6       | 6       | 6       | 6       | 6       | 6       | 6       | 6       | 6       | 6       | 6       | 6       | 6       | 6       | 6       | 6       | 6       | 6       | 6       | 6       | 6       | 6       | 6       | 6       | 6       | 6       | 6       | 6       | 6       | 6       | 6       | 6       | 6       | 6       | 6       | 6       | 6       | 6       | 6       | 6       | 6       | 6       | 6       | 6       | 6       | 6       | 6       | 6       | 6       | 6       | 6       | 6       | 6       | 6       | 6       | 6       | 6       | 6       | 6       | 6       | 6       | 6       | 6       | 6       | 6       | 6       | 6       | 6       | 6       | 6       | 6       | 6       | 6       | 6       | 6       | Bottom 3   | Bottom 3   | Bottom 3   | Bottom 3   | Bottom 3   | Bottom 3   | Bottom 3   | Bottom 3   | Bottom 3   | Bottom 3   | Bottom 3   | Bottom 3   | Bottom 3   | Bottom 3   | Bottom 3   | Bottom 3   | Bottom 3   | Bottom 3   | Bottom 3   | Bottom 3   | Bottom 3   | Bottom 3   | Bottom 3   | Bottom 3   | Bottom 3   | Bottom 3   | Bottom 3   | Bottom 3   | Bottom 3   | Bottom 3   | Bottom 3   | Bottom 3   | Bottom 3   | Bottom 3   | Bottom 3   | Bottom 3   | Bottom 3   | Bottom 3   | Bottom 3   | Bottom 3   | Bottom 3   | Bottom 3   | Bottom 3   | Bottom 3   | Bottom 3   | Bottom 3   | Bottom 3   | Bottom 3   | Bottom 3   | Bottom 3   | Bottom 3   | Bottom 3   | Bottom 3   | Bottom 3   | Bottom 3   | Bottom 3   | Bottom 3   | Bottom 3   | Bottom 3   | Bottom 3   | Bottom 3   | Bottom 3   | Bottom 3   | Bottom 3   | Bottom 3   | Bottom 3   | Bottom 3   | Bottom 3   | Bottom 3   | Bottom 3   | Bottom 3   | Bottom 3   | Bottom 3   | Bottom 3   | Bottom 3   | Bottom 3   | Bottom 3   | Bottom 3   | Bottom 3   | Bottom 3   | Bottom 3   | Bottom 3   | Bottom 3   | Bottom 3   | Bottom 3   | Bottom 3   | Bottom 3   | Bottom 3   | Bottom 3   | Bottom 3   | Bottom 3   | Bottom 3   | Bottom 3   | Bottom 3   | Bottom 3   | Bottom 3   | Bottom 3   | Bottom 3   | Bottom 3   | Bottom 3   |
| Top 7             | Top 7             | Top 7             | Top 7             | Top 7             | Top 7             | Top 7             | Top 7             | Top 7             | Top 7             | Top 7             | Top 7             | Top 7             | Top 7             | Top 7             | Top 7             | Top 7             | Top 7             | Top 7             | Top 7             | Top 7             | Top 7             | Top 7             | Top 7             | Top 7             | Top 7             | Top 7             | Top 7             | Top 7             | Top 7             | Top 7             | Top 7             | Top 7             | Top 7             | Top 7             | Top 7             | Top 7             | Top 7             | Top 7             | Top 7             | Top 7             | Top 7             | Top 7             | Top 7             | Top 7             | Top 7             | Top 7             | Top 7             | Top 7             | Top 7             | Top 7             | Top 7             | Top 7             | Top 7             | Top 7             | Top 7             | Top 7             | Top 7             | Top 7             | Top 7             | Top 7             | Top 7             | Top 7             | Top 7             | Top 7             | Top 7             | Top 7             | Top 7             | Top 7             | Top 7             | Top 7             | Top 7             | Top 7             | Top 7             | Top 7             | Top 7             | Top 7             | Top 7             | Top 7             | Top 7             | Top 7             | Top 7             | Top 7             | Top 7             | Top 7             | Top 7             | Top 7             | Top 7             | Top 7             | Top 7             | Top 7             | Top 7             | Top 7             | Top 7             | Top 7             | Top 7             | Top 7             | Top 7             | Top 7             | Top 7             | Mariah Carey        | Mariah Carey        | Mariah Carey        | Mariah Carey        | Mariah Carey        | Mariah Carey        | Mariah Carey        | Mariah Carey        | Mariah Carey        | Mariah Carey        | Mariah Carey        | Mariah Carey        | Mariah Carey        | Mariah Carey        | Mariah Carey        | Mariah Carey        | Mariah Carey        | Mariah Carey        | Mariah Carey        | Mariah Carey        | Mariah Carey        | Mariah Carey        | Mariah Carey        | Mariah Carey        | Mariah Carey        | Mariah Carey        | Mariah Carey        | Mariah Carey        | Mariah Carey        | Mariah Carey        | Mariah Carey        | Mariah Carey        | Mariah Carey        | Mariah Carey        | Mariah Carey        | Mariah Carey        | Mariah Carey        | Mariah Carey        | Mariah Carey        | Mariah Carey        | Mariah Carey        | Mariah Carey        | Mariah Carey        | Mariah Carey        | Mariah Carey        | Mariah Carey        | Mariah Carey        | Mariah Carey        | Mariah Carey        | Mariah Carey        | Mariah Carey        | Mariah Carey        | Mariah Carey        | Mariah Carey        | Mariah Carey        | Mariah Carey        | Mariah Carey        | Mariah Carey        | Mariah Carey        | Mariah Carey        | Mariah Carey        | Mariah Carey        | Mariah Carey        | Mariah Carey        | Mariah Carey        | Mariah Carey        | Mariah Carey        | Mariah Carey        | Mariah Carey        | Mariah Carey        | Mariah Carey        | Mariah Carey        | Mariah Carey        | Mariah Carey        | Mariah Carey        | Mariah Carey        | Mariah Carey        | Mariah Carey        | Mariah Carey        | Mariah Carey        | Mariah Carey        | Mariah Carey        | Mariah Carey        | Mariah Carey        | Mariah Carey        | Mariah Carey        | Mariah Carey        | Mariah Carey        | Mariah Carey        | Mariah Carey        | Mariah Carey        | Mariah Carey        | Mariah Carey        | Mariah Carey        | Mariah Carey        | Mariah Carey        | Mariah Carey        | Mariah Carey        | Mariah Carey        | Mariah Carey        | "Without You"                | "Without You"                | "Without You"                | "Without You"                | "Without You"                | "Without You"                | "Without You"                | "Without You"                | "Without You"                | "Without You"                | "Without You"                | "Without You"                | "Without You"                | "Without You"                | "Without You"                | "Without You"                | "Without You"                | "Without You"                | "Without You"                | "Without You"                | "Without You"                | "Without You"                | "Without You"                | "Without You"                | "Without You"                | "Without You"                | "Without You"                | "Without You"                | "Without You"                | "Without You"                | "Without You"                | "Without You"                | "Without You"                | "Without You"                | "Without You"                | "Without You"                | "Without You"                | "Without You"                | "Without You"                | "Without You"                | "Without You"                | "Without You"                | "Without You"                | "Without You"                | "Without You"                | "Without You"                | "Without You"                | "Without You"                | "Without You"                | "Without You"                | "Without You"                | "Without You"                | "Without You"                | "Without You"                | "Without You"                | "Without You"                | "Without You"                | "Without You"                | "Without You"                | "Without You"                | "Without You"                | "Without You"                | "Without You"                | "Without You"                | "Without You"                | "Without You"                | "Without You"                | "Without You"                | "Without You"                | "Without You"                | "Without You"                | "Without You"                | "Without You"                | "Without You"                | "Without You"                | "Without You"                | "Without You"                | "Without You"                | "Without You"                | "Without You"                | "Without You"                | "Without You"                | "Without You"                | "Without You"                | "Without You"                | "Without You"                | "Without You"                | "Without You"                | "Without You"                | "Without You"                | "Without You"                | "Without You"                | "Without You"                | "Without You"                | "Without You"                | "Without You"                | "Without You"                | "Without You"                | "Without You"                | "Without You"                | Badfinger              | Badfinger              | Badfinger              | Badfinger              | Badfinger              | Badfinger              | Badfinger              | Badfinger              | Badfinger              | Badfinger              | Badfinger              | Badfinger              | Badfinger              | Badfinger              | Badfinger              | Badfinger              | Badfinger              | Badfinger              | Badfinger              | Badfinger              | Badfinger              | Badfinger              | Badfinger              | Badfinger              | Badfinger              | Badfinger              | Badfinger              | Badfinger              | Badfinger              | Badfinger              | Badfinger              | Badfinger              | Badfinger              | Badfinger              | Badfinger              | Badfinger              | Badfinger              | Badfinger              | Badfinger              | Badfinger              | Badfinger              | Badfinger              | Badfinger              | Badfinger              | Badfinger              | Badfinger              | Badfinger              | Badfinger              | Badfinger              | Badfinger              | Badfinger              | Badfinger              | Badfinger              | Badfinger              | Badfinger              | Badfinger              | Badfinger              | Badfinger              | Badfinger              | Badfinger              | Badfinger              | Badfinger              | Badfinger              | Badfinger              | Badfinger              | Badfinger              | Badfinger              | Badfinger              | Badfinger              | Badfinger              | Badfinger              | Badfinger              | Badfinger              | Badfinger              | Badfinger              | Badfinger              | Badfinger              | Badfinger              | Badfinger              | Badfinger              | Badfinger              | Badfinger              | Badfinger              | Badfinger              | Badfinger              | Badfinger              | Badfinger              | Badfinger              | Badfinger              | Badfinger              | Badfinger              | Badfinger              | Badfinger              | Badfinger              | Badfinger              | Badfinger              | Badfinger              | Badfinger              | Badfinger              | Badfinger              | 2       | 2       | 2       | 2       | 2       | 2       | 2       | 2       | 2       | 2       | 2       | 2       | 2       | 2       | 2       | 2       | 2       | 2       | 2       | 2       | 2       | 2       | 2       | 2       | 2       | 2       | 2       | 2       | 2       | 2       | 2       | 2       | 2       | 2       | 2       | 2       | 2       | 2       | 2       | 2       | 2       | 2       | 2       | 2       | 2       | 2       | 2       | 2       | 2       | 2       | 2       | 2       | 2       | 2       | 2       | 2       | 2       | 2       | 2       | 2       | 2       | 2       | 2       | 2       | 2       | 2       | 2       | 2       | 2       | 2       | 2       | 2       | 2       | 2       | 2       | 2       | 2       | 2       | 2       | 2       | 2       | 2       | 2       | 2       | 2       | 2       | 2       | 2       | 2       | 2       | 2       | 2       | 2       | 2       | 2       | 2       | 2       | 2       | 2       | 2       | Safe       | Safe       | Safe       | Safe       | Safe       | Safe       | Safe       | Safe       | Safe       | Safe       | Safe       | Safe       | Safe       | Safe       | Safe       | Safe       | Safe       | Safe       | Safe       | Safe       | Safe       | Safe       | Safe       | Safe       | Safe       | Safe       | Safe       | Safe       | Safe       | Safe       | Safe       | Safe       | Safe       | Safe       | Safe       | Safe       | Safe       | Safe       | Safe       | Safe       | Safe       | Safe       | Safe       | Safe       | Safe       | Safe       | Safe       | Safe       | Safe       | Safe       | Safe       | Safe       | Safe       | Safe       | Safe       | Safe       | Safe       | Safe       | Safe       | Safe       | Safe       | Safe       | Safe       | Safe       | Safe       | Safe       | Safe       | Safe       | Safe       | Safe       | Safe       | Safe       | Safe       | Safe       | Safe       | Safe       | Safe       | Safe       | Safe       | Safe       | Safe       | Safe       | Safe       | Safe       | Safe       | Safe       | Safe       | Safe       | Safe       | Safe       | Safe       | Safe       | Safe       | Safe       | Safe       | Safe       | Safe       | Safe       | Safe       | Safe       |
| Top 6             | Top 6             | Top 6             | Top 6             | Top 6             | Top 6             | Top 6             | Top 6             | Top 6             | Top 6             | Top 6             | Top 6             | Top 6             | Top 6             | Top 6             | Top 6             | Top 6             | Top 6             | Top 6             | Top 6             | Top 6             | Top 6             | Top 6             | Top 6             | Top 6             | Top 6             | Top 6             | Top 6             | Top 6             | Top 6             | Top 6             | Top 6             | Top 6             | Top 6             | Top 6             | Top 6             | Top 6             | Top 6             | Top 6             | Top 6             | Top 6             | Top 6             | Top 6             | Top 6             | Top 6             | Top 6             | Top 6             | Top 6             | Top 6             | Top 6             | Top 6             | Top 6             | Top 6             | Top 6             | Top 6             | Top 6             | Top 6             | Top 6             | Top 6             | Top 6             | Top 6             | Top 6             | Top 6             | Top 6             | Top 6             | Top 6             | Top 6             | Top 6             | Top 6             | Top 6             | Top 6             | Top 6             | Top 6             | Top 6             | Top 6             | Top 6             | Top 6             | Top 6             | Top 6             | Top 6             | Top 6             | Top 6             | Top 6             | Top 6             | Top 6             | Top 6             | Top 6             | Top 6             | Top 6             | Top 6             | Top 6             | Top 6             | Top 6             | Top 6             | Top 6             | Top 6             | Top 6             | Top 6             | Top 6             | Top 6             | Andrew Lloyd Webber | Andrew Lloyd Webber | Andrew Lloyd Webber | Andrew Lloyd Webber | Andrew Lloyd Webber | Andrew Lloyd Webber | Andrew Lloyd Webber | Andrew Lloyd Webber | Andrew Lloyd Webber | Andrew Lloyd Webber | Andrew Lloyd Webber | Andrew Lloyd Webber | Andrew Lloyd Webber | Andrew Lloyd Webber | Andrew Lloyd Webber | Andrew Lloyd Webber | Andrew Lloyd Webber | Andrew Lloyd Webber | Andrew Lloyd Webber | Andrew Lloyd Webber | Andrew Lloyd Webber | Andrew Lloyd Webber | Andrew Lloyd Webber | Andrew Lloyd Webber | Andrew Lloyd Webber | Andrew Lloyd Webber | Andrew Lloyd Webber | Andrew Lloyd Webber | Andrew Lloyd Webber | Andrew Lloyd Webber | Andrew Lloyd Webber | Andrew Lloyd Webber | Andrew Lloyd Webber | Andrew Lloyd Webber | Andrew Lloyd Webber | Andrew Lloyd Webber | Andrew Lloyd Webber | Andrew Lloyd Webber | Andrew Lloyd Webber | Andrew Lloyd Webber | Andrew Lloyd Webber | Andrew Lloyd Webber | Andrew Lloyd Webber | Andrew Lloyd Webber | Andrew Lloyd Webber | Andrew Lloyd Webber | Andrew Lloyd Webber | Andrew Lloyd Webber | Andrew Lloyd Webber | Andrew Lloyd Webber | Andrew Lloyd Webber | Andrew Lloyd Webber | Andrew Lloyd Webber | Andrew Lloyd Webber | Andrew Lloyd Webber | Andrew Lloyd Webber | Andrew Lloyd Webber | Andrew Lloyd Webber | Andrew Lloyd Webber | Andrew Lloyd Webber | Andrew Lloyd Webber | Andrew Lloyd Webber | Andrew Lloyd Webber | Andrew Lloyd Webber | Andrew Lloyd Webber | Andrew Lloyd Webber | Andrew Lloyd Webber | Andrew Lloyd Webber | Andrew Lloyd Webber | Andrew Lloyd Webber | Andrew Lloyd Webber | Andrew Lloyd Webber | Andrew Lloyd Webber | Andrew Lloyd Webber | Andrew Lloyd Webber | Andrew Lloyd Webber | Andrew Lloyd Webber | Andrew Lloyd Webber | Andrew Lloyd Webber | Andrew Lloyd Webber | Andrew Lloyd Webber | Andrew Lloyd Webber | Andrew Lloyd Webber | Andrew Lloyd Webber | Andrew Lloyd Webber | Andrew Lloyd Webber | Andrew Lloyd Webber | Andrew Lloyd Webber | Andrew Lloyd Webber | Andrew Lloyd Webber | Andrew Lloyd Webber | Andrew Lloyd Webber | Andrew Lloyd Webber | Andrew Lloyd Webber | Andrew Lloyd Webber | Andrew Lloyd Webber | Andrew Lloyd Webber | Andrew Lloyd Webber | Andrew Lloyd Webber | Andrew Lloyd Webber | "Superstar"                  | "Superstar"                  | "Superstar"                  | "Superstar"                  | "Superstar"                  | "Superstar"                  | "Superstar"                  | "Superstar"                  | "Superstar"                  | "Superstar"                  | "Superstar"                  | "Superstar"                  | "Superstar"                  | "Superstar"                  | "Superstar"                  | "Superstar"                  | "Superstar"                  | "Superstar"                  | "Superstar"                  | "Superstar"                  | "Superstar"                  | "Superstar"                  | "Superstar"                  | "Superstar"                  | "Superstar"                  | "Superstar"                  | "Superstar"                  | "Superstar"                  | "Superstar"                  | "Superstar"                  | "Superstar"                  | "Superstar"                  | "Superstar"                  | "Superstar"                  | "Superstar"                  | "Superstar"                  | "Superstar"                  | "Superstar"                  | "Superstar"                  | "Superstar"                  | "Superstar"                  | "Superstar"                  | "Superstar"                  | "Superstar"                  | "Superstar"                  | "Superstar"                  | "Superstar"                  | "Superstar"                  | "Superstar"                  | "Superstar"                  | "Superstar"                  | "Superstar"                  | "Superstar"                  | "Superstar"                  | "Superstar"                  | "Superstar"                  | "Superstar"                  | "Superstar"                  | "Superstar"                  | "Superstar"                  | "Superstar"                  | "Superstar"                  | "Superstar"                  | "Superstar"                  | "Superstar"                  | "Superstar"                  | "Superstar"                  | "Superstar"                  | "Superstar"                  | "Superstar"                  | "Superstar"                  | "Superstar"                  | "Superstar"                  | "Superstar"                  | "Superstar"                  | "Superstar"                  | "Superstar"                  | "Superstar"                  | "Superstar"                  | "Superstar"                  | "Superstar"                  | "Superstar"                  | "Superstar"                  | "Superstar"                  | "Superstar"                  | "Superstar"                  | "Superstar"                  | "Superstar"                  | "Superstar"                  | "Superstar"                  | "Superstar"                  | "Superstar"                  | "Superstar"                  | "Superstar"                  | "Superstar"                  | "Superstar"                  | "Superstar"                  | "Superstar"                  | "Superstar"                  | "Superstar"                  | Jesus Christ Superstar | Jesus Christ Superstar | Jesus Christ Superstar | Jesus Christ Superstar | Jesus Christ Superstar | Jesus Christ Superstar | Jesus Christ Superstar | Jesus Christ Superstar | Jesus Christ Superstar | Jesus Christ Superstar | Jesus Christ Superstar | Jesus Christ Superstar | Jesus Christ Superstar | Jesus Christ Superstar | Jesus Christ Superstar | Jesus Christ Superstar | Jesus Christ Superstar | Jesus Christ Superstar | Jesus Christ Superstar | Jesus Christ Superstar | Jesus Christ Superstar | Jesus Christ Superstar | Jesus Christ Superstar | Jesus Christ Superstar | Jesus Christ Superstar | Jesus Christ Superstar | Jesus Christ Superstar | Jesus Christ Superstar | Jesus Christ Superstar | Jesus Christ Superstar | Jesus Christ Superstar | Jesus Christ Superstar | Jesus Christ Superstar | Jesus Christ Superstar | Jesus Christ Superstar | Jesus Christ Superstar | Jesus Christ Superstar | Jesus Christ Superstar | Jesus Christ Superstar | Jesus Christ Superstar | Jesus Christ Superstar | Jesus Christ Superstar | Jesus Christ Superstar | Jesus Christ Superstar | Jesus Christ Superstar | Jesus Christ Superstar | Jesus Christ Superstar | Jesus Christ Superstar | Jesus Christ Superstar | Jesus Christ Superstar | Jesus Christ Superstar | Jesus Christ Superstar | Jesus Christ Superstar | Jesus Christ Superstar | Jesus Christ Superstar | Jesus Christ Superstar | Jesus Christ Superstar | Jesus Christ Superstar | Jesus Christ Superstar | Jesus Christ Superstar | Jesus Christ Superstar | Jesus Christ Superstar | Jesus Christ Superstar | Jesus Christ Superstar | Jesus Christ Superstar | Jesus Christ Superstar | Jesus Christ Superstar | Jesus Christ Superstar | Jesus Christ Superstar | Jesus Christ Superstar | Jesus Christ Superstar | Jesus Christ Superstar | Jesus Christ Superstar | Jesus Christ Superstar | Jesus Christ Superstar | Jesus Christ Superstar | Jesus Christ Superstar | Jesus Christ Superstar | Jesus Christ Superstar | Jesus Christ Superstar | Jesus Christ Superstar | Jesus Christ Superstar | Jesus Christ Superstar | Jesus Christ Superstar | Jesus Christ Superstar | Jesus Christ Superstar | Jesus Christ Superstar | Jesus Christ Superstar | Jesus Christ Superstar | Jesus Christ Superstar | Jesus Christ Superstar | Jesus Christ Superstar | Jesus Christ Superstar | Jesus Christ Superstar | Jesus Christ Superstar | Jesus Christ Superstar | Jesus Christ Superstar | Jesus Christ Superstar | Jesus Christ Superstar | Jesus Christ Superstar | 5       | 5       | 5       | 5       | 5       | 5       | 5       | 5       | 5       | 5       | 5       | 5       | 5       | 5       | 5       | 5       | 5       | 5       | 5       | 5       | 5       | 5       | 5       | 5       | 5       | 5       | 5       | 5       | 5       | 5       | 5       | 5       | 5       | 5       | 5       | 5       | 5       | 5       | 5       | 5       | 5       | 5       | 5       | 5       | 5       | 5       | 5       | 5       | 5       | 5       | 5       | 5       | 5       | 5       | 5       | 5       | 5       | 5       | 5       | 5       | 5       | 5       | 5       | 5       | 5       | 5       | 5       | 5       | 5       | 5       | 5       | 5       | 5       | 5       | 5       | 5       | 5       | 5       | 5       | 5       | 5       | 5       | 5       | 5       | 5       | 5       | 5       | 5       | 5       | 5       | 5       | 5       | 5       | 5       | 5       | 5       | 5       | 5       | 5       | 5       | Eliminated | Eliminated | Eliminated | Eliminated | Eliminated | Eliminated | Eliminated | Eliminated | Eliminated | Eliminated | Eliminated | Eliminated | Eliminated | Eliminated | Eliminated | Eliminated | Eliminated | Eliminated | Eliminated | Eliminated | Eliminated | Eliminated | Eliminated | Eliminated | Eliminated | Eliminated | Eliminated | Eliminated | Eliminated | Eliminated | Eliminated | Eliminated | Eliminated | Eliminated | Eliminated | Eliminated | Eliminated | Eliminated | Eliminated | Eliminated | Eliminated | Eliminated | Eliminated | Eliminated | Eliminated | Eliminated | Eliminated | Eliminated | Eliminated | Eliminated | Eliminated | Eliminated | Eliminated | Eliminated | Eliminated | Eliminated | Eliminated | Eliminated | Eliminated | Eliminated | Eliminated | Eliminated | Eliminated | Eliminated | Eliminated | Eliminated | Eliminated | Eliminated | Eliminated | Eliminated | Eliminated | Eliminated | Eliminated | Eliminated | Eliminated | Eliminated | Eliminated | Eliminated | Eliminated | Eliminated | Eliminated | Eliminated | Eliminated | Eliminated | Eliminated | Eliminated | Eliminated | Eliminated | Eliminated | Eliminated | Eliminated | Eliminated | Eliminated | Eliminated | Eliminated | Eliminated | Eliminated | Eliminated | Eliminated | Eliminated |

## Discographie

### Albums
| Année                                   | Détails                                  | Classement | Classement | Certifications (sales threshold) |
| Année                                   | Détails                                  | US         | US Digital | Certifications (sales threshold) |
| --------------------------------------- | ---------------------------------------- | ---------- | ---------- | -------------------------------- |
| 1993                                    | Carly's Christmas Album - Label: Unknown | —          | —          | - Sales: Unknown                 |
| 2001                                    | Ultimate High - Label: MCA Records       | —          | —          | - Sales: 378                     |
| "—" denotes releases that did not chart |                                          |            |            |                                  |

### Singles
| Année                                   | Single                     | Peak | Album         | Ventes               |
| Année                                   | Single                     | US   | Album         | Ventes               |
| --------------------------------------- | -------------------------- | ---- | ------------- | -------------------- |
| 2001                                    | "I'm Gonna Blow Your Mind" | —    | Ultimate High | - Sales: Unavailable |
| 2001                                    | "Beautiful You"            | —    | Ultimate High | - Sales: Unavailable |
| "—" denotes releases that did not chart |                            |      |               |                      |

### We Are the Fallen
| Année | Détails |
| ----- | --- |
| 2010  | Tear the World Down - Released: May 11, 2010 - Label: Universal Republic - Peak on U.S. Billboard 200 – #33 - U.S. Sales: 40,000 |

## Filmographie
| Film  | Film             | Film           |
| Année | Film             | Rôle           |
| ----- | ---------------- | -------------- |
| 1990  | Fools of Fortune | Young Marianne |